# DB-Baureihe 425 (1999)
Die Triebwagen der Baureihen 425 und 426 des Konsortiums Siemens Transportation Systems/Bombardier/DWA sind leichte Elektro-Gliedertriebzüge für S-Bahn- und Regionalverkehr. Sie sind nahezu baugleich mit der reinen S-Bahn-Baureihe 424, die im hannoverschen S-Bahn-Netz eingesetzt wurde und jetzt bei der S-Bahn Köln zu finden ist. Von der äußerlich sehr ähnlichen S-Bahn-Baureihe 423 unterscheidet sie sich unter anderem in der Einstiegshöhe, der leicht veränderten Kopfform, der verringerten Anzahl an Türen (zwei statt drei pro Wagenseite) und durch ein eingebautes WC. Die Fahr- und Bremstechnik ist dagegen, bis auf wenige Unterschiede z. B. in der Leistungselektronik, nahezu identisch mit der des 423.
Die 425 ist als vierteiliger Zug ausgeführt, während die Züge der Baureihe 426 zweiteilig sind. Die Baureihennummern 425 und 426 wurden zuvor von der Deutschen Bundesbahn bereits für die Altbau-Triebwagenbaureihen ET 25 und ET 26 verwendet.

## Konzept

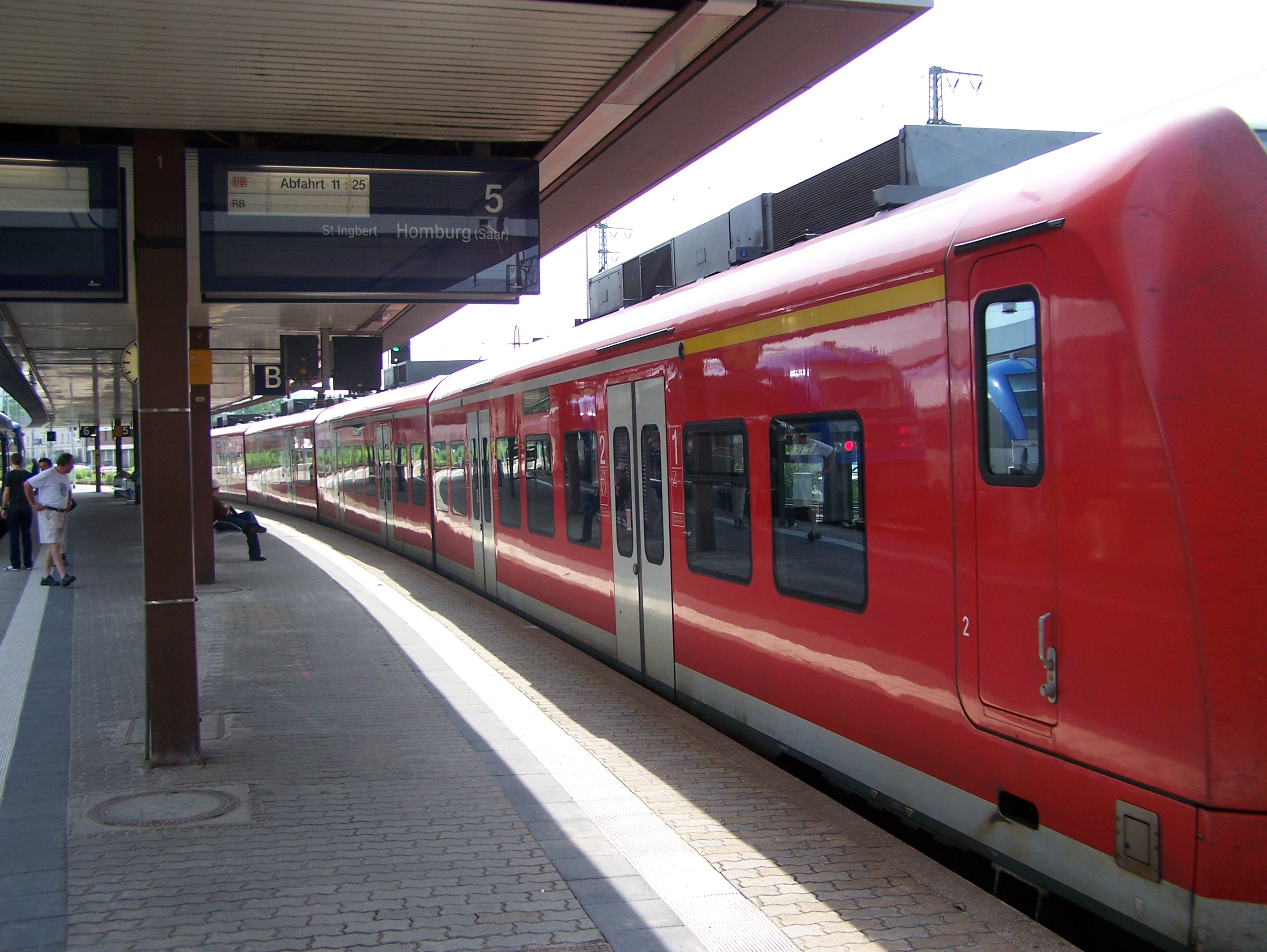
Geglättete Außenhaut der Baureihe 425

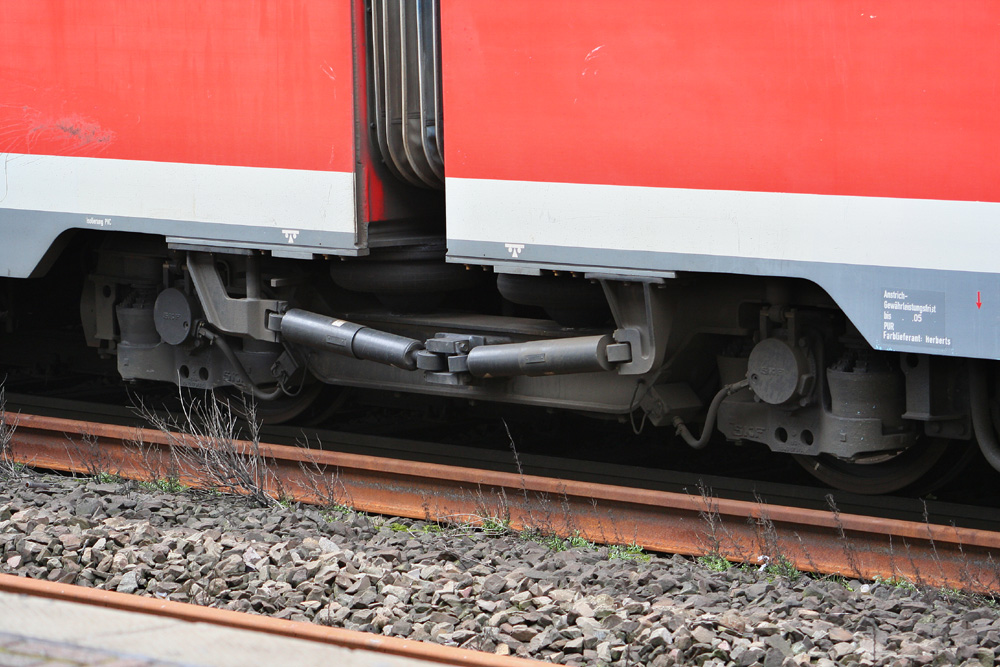
Jakobsdrehgestell der Baureihe 425

Die Wagenkästen sind in selbsttragender Bauweise aus Aluminium-Strangpressprofilen geschweißt. Um die Außenhaut möglichst glatt und frei von konstruktionsbedingten Erhebungen zu halten, sind die Scheiben, der Rahmen und der Kasten untereinander bündig verklebt; dies verbessert die Aerodynamik und ermöglicht eine effiziente automatisierte Außenreinigung. Die Scheiben sind Thermofenster aus zweilagigem Verbundglas.
In Anlehnung an die S-Bahn-Züge der Baureihe 420 wurde die Länge der vierteiligen Einheit auf rund 70 Meter festgelegt. Anders als die Triebzüge der Baureihe 420 sollten diejenigen der Baureihe 425 in voller Länge begehbar und übersehbar sein; sie sind durch eine Glaspendeltüre unterteilt. Um die geforderten großen freien Durchgänge zwischen den Wagen zu realisieren, wurde das Fahrzeug als vierteiliger Gliedertriebzug mit Kurzkupplungen und Jakobs-Drehgestellen an den Wagenübergängen entworfen, was die Bewegungen und Abstände der Wagenkästen zueinander minimiert.

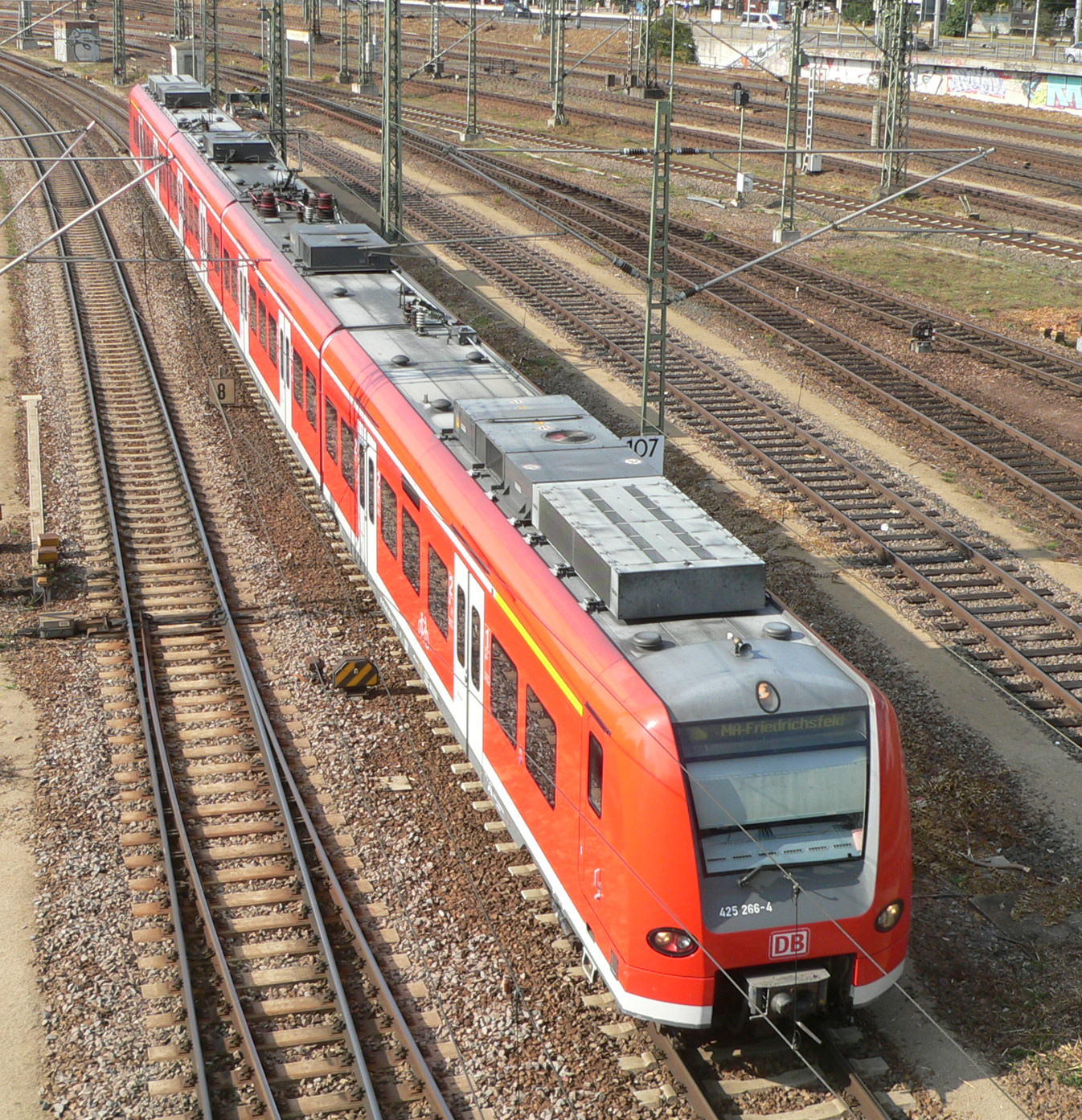
Dachpartie der Baureihe 425

Das Fahrzeug ist dabei in zwei Zughälften eingeteilt, die sehr ähnlich aufgebaut sind. Beim 424 und 425 ist jede von ihnen jeweils mit einem Zugsteuergerät, einem Transformator zu 1,2 MVA, einem Antriebsstromrichter, einer Bordnetzversorgung, einer Druckluft-Bremsausrüstung mit einem Bremssteuergerät sowie einer Funkanlage (früher Mesa 2002, jetzt MTRS) versehen. Der 426 hat hingegen nur einen Transformator und einen Antriebsstromrichter. Dabei werden die schon ausgelieferten Fahrzeuge nach einer Lösung der DB AG mit einer MTRS-Anlage mit abgesetzten Bedienteil für den zweiten Führerstand ausgerüstet. Vom Hersteller werden wieder zwei Anlagen mit je einem Bedienteil eingebaut.
Die restlichen Installationen verteilen sich:
- Wagen 1 (425 001 ff) enthält das behindertengerechte Vakuum-WC und die Indusi LZB oder I60R
- Wagen 2 (435 001 ff) den Stromabnehmer und die Hauptschalter, BNV 1 und BLG 1
- Wagen 3 (435 501 ff) den Luftpresser, BNV 2 und BLG 2
- Wagen 4 (425 501 ff) das Thermofach für den Lokführer und den Rechner des Fahrgastinformationssystems.

In Wagen 1 und 4 ist im Anschluss an den Führerstand ein 1.-Klasse-Abteil mit 12 Plätzen ausgewiesen. Es unterscheidet sich durch den größeren Sitzreihenabstand und eine andere Polsterfarbe von der 2. Klasse, Sitzteilung 2+2 entspricht der 2. Klasse. Mittlerweile wurde in einigen Regionen, etwa in Köln und der Region Rhein-Neckar, jeweils eines der beiden 1.-Klasse-Abteile in ein 2.-Klasse-Abteil umgezeichnet.
Die Antriebsstromrichter realisieren Drehstromantrieb mit Bremsstromrückspeisung über vier Fahrmotoren in den Enddrehgestellen und den äußeren beiden Jakobs-Drehgestellen. Der Antrieb erfolgt über eine Bogenzahnkupplung. Das mittlere Laufdrehgestell ist weder angetrieben noch gebremst.
Um die von den meisten Einsatzorten geforderten Flügelkonzepte mit an das Fahrgastaufkommen angepassten Zuglängen zu realisieren, wurden automatische Scharfenberg-Kupplungen eingebaut. Die Baureihen 424 bis 426 sind untereinander frei kuppelbar. Auch 420er und 423er lassen sich ankuppeln, allerdings nur mechanisch und nicht elektrisch, was den Nutzen auf das Abschleppen liegengebliebener Fahrzeuge beschränkt.
Der Triebwagen hat eine Fußbodenhöhe von 798 Millimetern (bzw. 780 Millimetern), ähnlich den reinen S-Bahn-Wagen der Baureihe 424. Im Gegensatz zu letzteren kann dieser Zug allerdings an unterschiedlichen Bahnsteighöhen eingesetzt werden und ist daher mit vier Rollstuhlhubliften ausgestattet. Acht elektrische zweiflügelige Schwenkschiebetüren pro Seite erlauben schnellen Fahrgastwechsel. Um das technikbasierte Abfertigungsverfahren (TAV) zur Selbstabfertigung von Zügen durch den Triebfahrzeugführer zu ermöglichen, sind sie mit Lichtgittern und Einklemmschutz sowie Fahrgastsprechstellen versehen.
Zugzielanzeigen an den Fronten und den Seiten, ein Fahrgastinformationssystem (FIS) mit Anzeige von Linie, Endstation und nächstem Halt sowie eine automatische Ansage von nächstem Halt und Umsteigemöglichkeiten sorgen für Informationen. Die automatische Ansage erfolgte ursprünglich wie bei der Baureihe 423 wenige Meter nach der Abfahrt, wurde aber inzwischen auf eine per Wegmessung über einen Radsatz (424/425.0/426) bzw. per GPS (425.2 bis 425.5) gestützte Ansage kurz vor Erreichen des nächsten Halts umgerüstet.

### Betriebliches
In Schwachlastzeiten ließ sich eine Zughälfte abschließen, um den Fahrgastraum sicherer und überschaubarer zu gestalten. Dies wird aber in der Regel nicht angewendet und in einigen Fahrzeugen wurde die Schwenktüre aus der gläsernen Trennwand ausgebaut. Seit Frühjahr 2006 lässt sich die Tür nach einer Umbauanweisung von der DB AG nicht mehr absperren.
Die Züge wurden für den Dauerbetrieb konzipiert; sie werden während einer Betriebspause aufgerüstet abgestellt. In diesem Betriebszustand sorgt die Klimaanlage für Frostschutz. Weiter führt der Zug Teile des Vorbereitungsdienstes selbsttätig aus: So wird ein Teil der Bremsprobe erledigt und der Zug abhängig von der Außentemperatur vor der Abfahrtszeit vorgeheizt oder gekühlt. Tritt ein Fehler auf, wird über Zugfunk eine Warnung an die Betriebsleitung gegeben.

### Fahrgastbelange

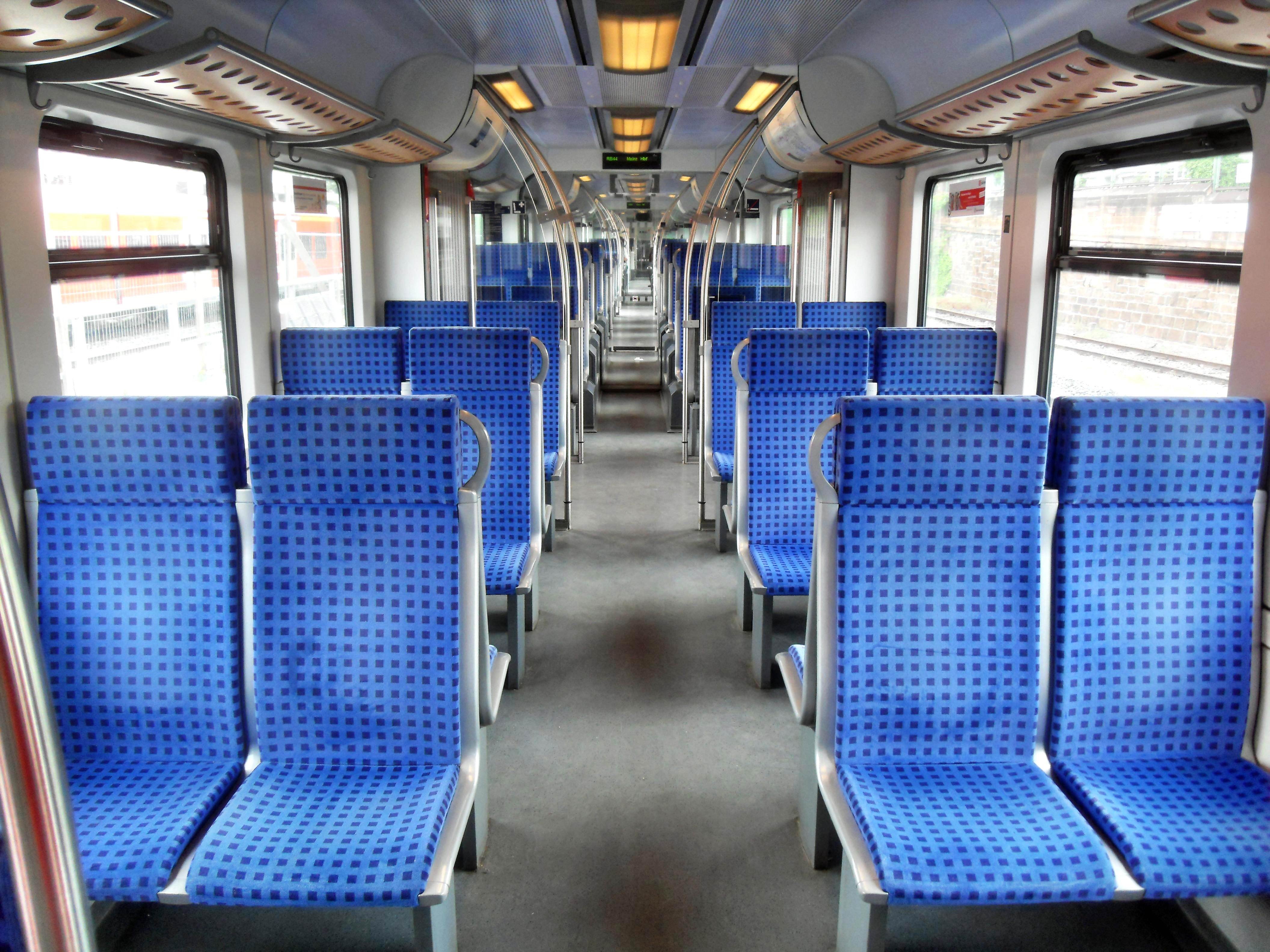
Innenraum der Baureihe 425 (hier Sitze ohne Armlehne)

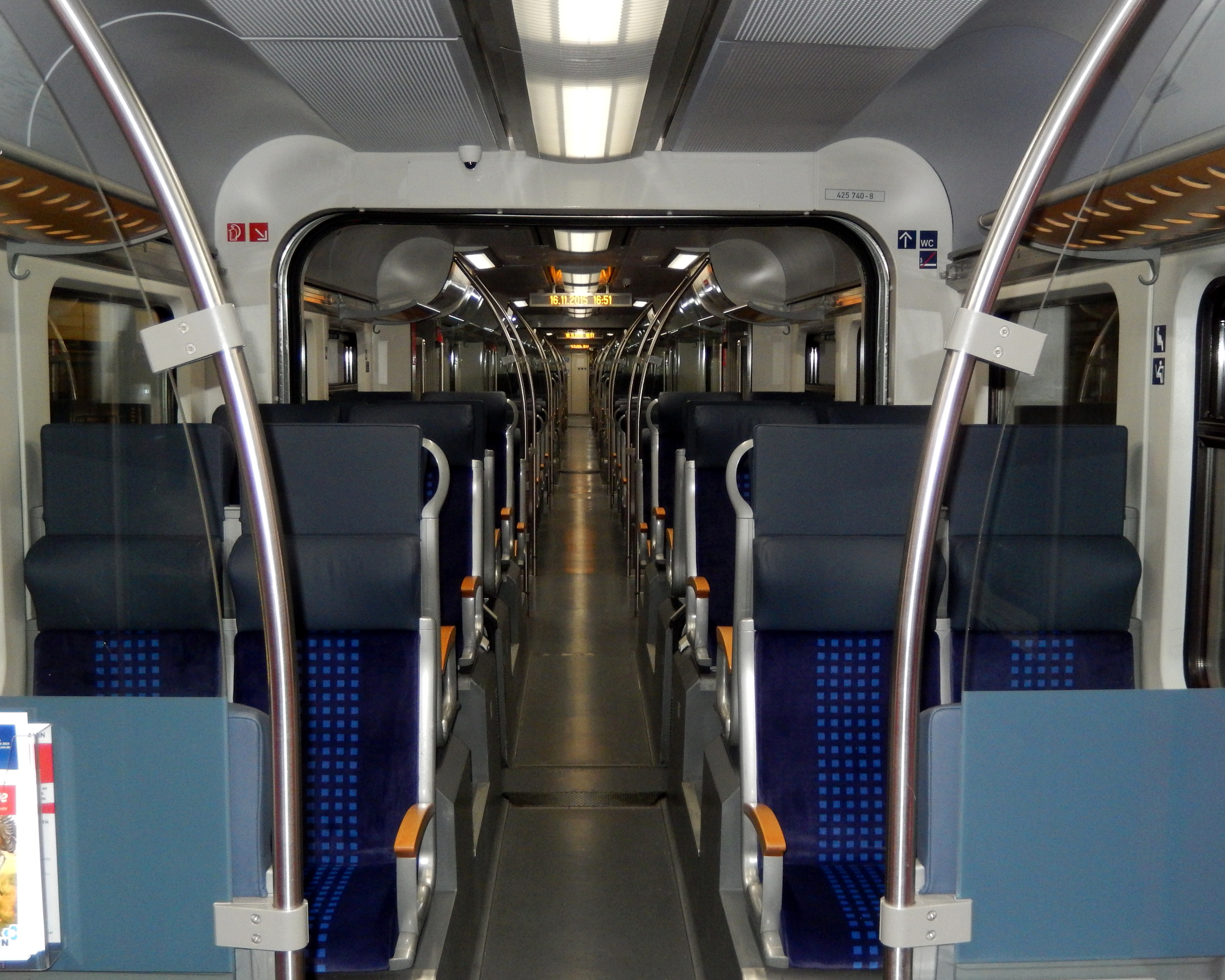
Modernisierter Innenraum eines Triebzugs der Baureihe 425 bei der S-Bahn RheinNeckar

Die Ausstattung der Triebwagen 425 und 426 wird von Fahrgästen immer wieder kritisiert, insbesondere die für längere Fahrten sehr harten Sitze mit steilen Rücken- und fehlenden Armlehnen stehen im Mittelpunkt des Unmuts. Weitere Kritikpunkte sind die Geräuschentwicklung von Antriebselektronik und Fahrmotoren (Spitzname „Quietschie“), die sehr laute Belüftung sowie das Klappern der Deckel der Abfallbehälter und die häufig nicht benutzbare Toilette.
Der Zustieg oder das Verlassen ist zum Teil nur nach Überquerung einer erheblichen Lücke zwischen Bahnsteig und Fahrzeug möglich, Reisende mit Rollstuhl benötigen die Anwendung einer Überfahrbrücke durch das Bahnpersonal.
Die auf einer Nutzerumfrage basierenden Proteste des Fahrgastverbandes Pro Bahn führten in Bayern zu einer Nachrüstung einiger Fahrzeuge. Eine ähnliche Fahrgastumfrage wurde auch in Nordrhein-Westfalen von Pro Bahn durchgeführt. Hier setzte DB Regio nach dem Gewinn einer Ausschreibung auf der Regionallinie RB 42 Fahrzeuge mit umgebautem Innenraum ein.
Aufgrund von Kundenbeschwerden hat die DB Regio Bayern die Baureihe 425 von der Strecke München–Mittenwald und München–Murnau abgezogen und fuhr dort, bis zum Einsatz der Talent 2, wieder mit modernisierten lokbespannten n-Wagen- bzw. Doppelstockzügen. Die 425er wurden anschließend im Raum Augsburg als RB-Züge von Augsburg nach Ulm und nach Donauwörth sowie als Regional-Express-Züge (RE) von Augsburg nach Treuchtlingen eingesetzt. Im Dezember 2009 wurden die Triebfahrzeuge auf diesen Verbindungen durch die Baureihe 440 ersetzt.
Ähnliches gilt für Baden-Württemberg. Hier wurden einige RE-Linien (z. B. Stuttgart–Heidelberg, Stuttgart–Singen) nach Kundenbeschwerden auf Betrieb mit Doppelstockwagen umgestellt.
Zum Fahrplanwechsel 2006/2007 wurden diese Fahrzeuge auch auf der Main-Weser-Bahn in Hessen als Mittelhessen-Express eingesetzt. Dort gab es ebenfalls Kundenbeschwerden. Seit Dezember 2013 verkehren dort die neuen Elektrotriebwagen des Typs Talent 2 von Bombardier.

## Varianten

### 425.0
Der ersten Bauserie gehören die Fahrzeuge 425 001 bis 425 156 an. Sie haben feste Stufen, was an 76-cm-Bahnsteigen für einen großen Spalt sorgt, allerdings auch einen Einsatz an niedrigeren Bahnsteigen ermöglicht. Außerdem besitzen sie an den ersten und letzten Türen einen Hublift und in beiden Endwagen am Führerstand einen Erste-Klasse-Bereich, der in Köln und Ludwigshafen im Wagen 4 deklassiert wurde.
44 Fahrzeuge dieser Serie, 425 019–029, 036, 041, 055–083, 104 und 156, wurden am Laufdrehgestell mit Magnetschienenbremsen nachgerüstet, um einer Geschwindigkeitsreduktion im Herbst zu entgehen.
Bei neun Fahrzeugen, die 2013 von Mittelhessen-Express an die S-Bahn Hannover abgegeben wurden, wurde 2015 die Stufe verschlossen. Die Oberkante der Türen ist außen mit einem orangen Streifen versehen, der auf die fehlende Spaltüberbrückung hinweist.

#### 425.15 S-Bahn Hannover

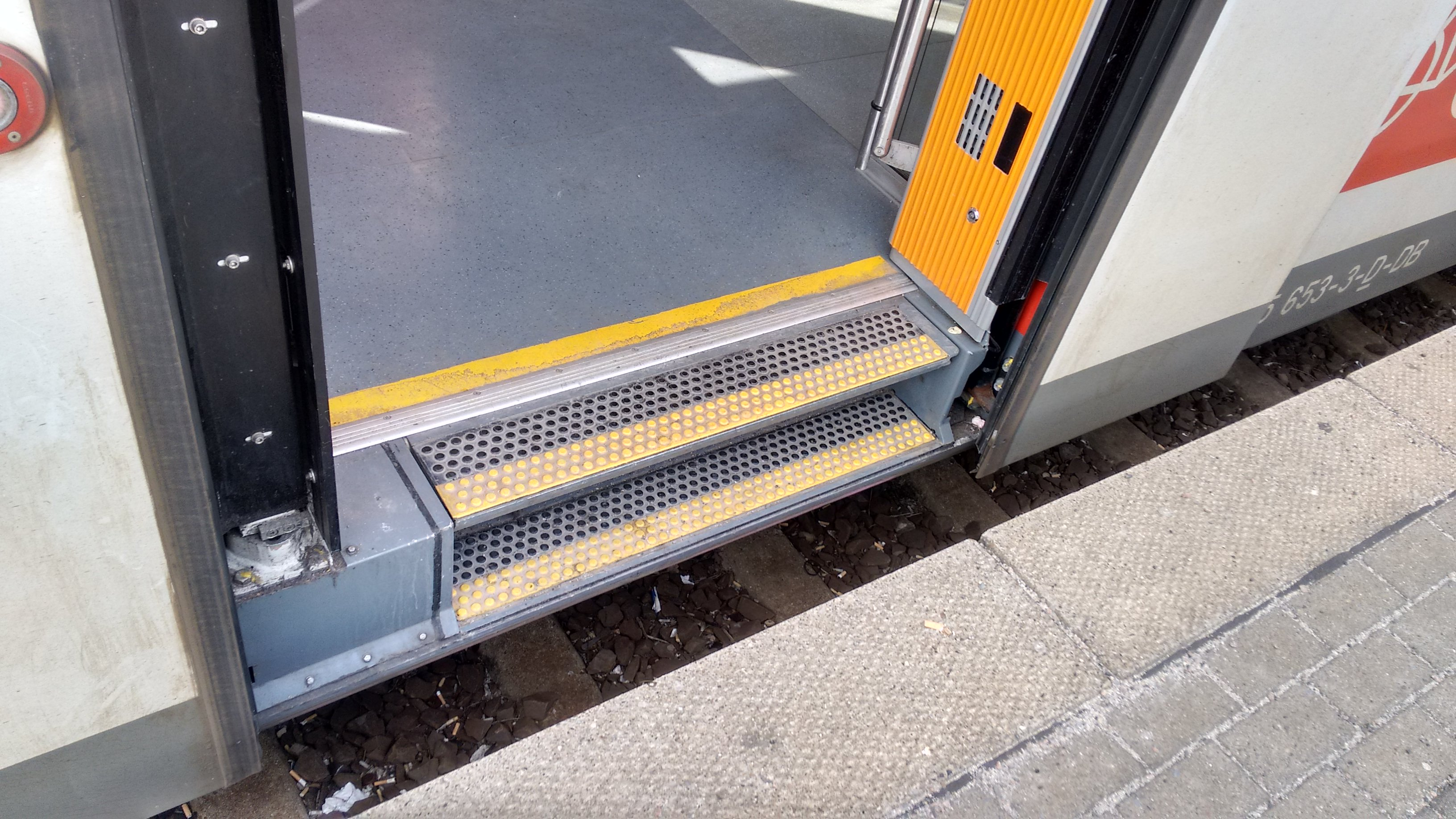
Variotrittstufe im Zug 425 153/653

Die Fahrzeuge 425 150 bis 425 155 sind mit Variotrittstufen nachgerüstet worden, um auch an niedrigeren Bahnsteigen den Zugang zu ermöglichen. Die Fahrzeuge wurden bei der S-Bahn Hannover vorrangig auf der S-Bahn-Linie S5 Hannover-Flughafen–Paderborn eingesetzt. Die Variotrittstufen wurden ab dem Bahnhof Lügde abgesenkt und vor Altenbeken oder dem Paderborner Hauptbahnhof wieder hochgefahren. Als deutliche Hinweise auf die nicht barrierefreien Ausstiege und die fehlende Spaltüberbrückung wurden ab 2013 orangefarbene Balken außen über den Türen und innen neben den Türen sowie gelbe Linien auf dem Fußboden angebracht. Nachdem alle Stationen auf der Strecke nach Paderborn und damit alle der S-Bahn Hannover über Bahnsteige mit 76 cm Kantenhöhe verfügten, waren die Trittstufen ständig hochgestellt. Die Züge wurden bis Juni 2022 flexibel im Gesamtnetz verwendet, ihr Einsatz ist derzeit unklar.

### 425.2
Die zweite Bauserie (425 201–425 240) kommt auf allen Linien des Los 1 der S-Bahn Rhein-Neckar zum Einsatz. Im Unterschied zur ersten Bauserie sind die Sitze besser gepolstert und zum Gang hin mit Armlehnen versehen. Auch ist die Fußbodenhöhe mit nur 780 Millimetern geringfügig niedriger als bei der ersten Serie und somit stufenloser Einstieg von üblichen 760-Millimeter-Bahnsteigen möglich.
Der Spalt zwischen Bahnsteig und Fahrzeug wird außerdem durch einen Klapptritt verringert. Für Rollstuhlfahrer kann er an der ersten Tür hinter dem Führerstand durch ein manuell auslegbares Überfahrblech vollends überbrückt werden, dafür sind die Hublifte der ersten Bauserie nicht vorhanden.
Es wurden breitere Innenanzeigen für Fahrgäste verbaut und es wurde ermöglicht, dass die Außenanzeigen bei Flügelzügen in einer zweiten Zeile auch das Ziel des anderen Teils anzeigen können.
Außerdem wurde als Zugsicherungssystem nicht die Linienzugbeeinflussung (LZB) mit integrierter I 80 (System PZB 90) verwendet, sondern die I 60R (System PZB 90).
Seit Anfang 2007 verfügen die Fahrzeuge der zweiten Bauserie nur noch über einen Erste-Klasse-Bereich, welcher sich im Wagen 1 befindet. Der Erste-Klasse-Bereich im Wagen 4 wurde zugunsten einer höheren Kapazität der zweiten Klasse umgezeichnet und mit vier zusätzlichen Sitzen versehen.

### 425.3
Die dritte Bauserie (425 301–425 320) entspricht weitgehend der zweiten Bauserie, besitzt aber wie die erste Serie feste Stufen, auf beiden Seiten Erste-Klasse-Bereiche und LZB. Sie bekam Sitze mit Armlehnen. Auch hier sind 2012 bei einigen Fahrzeugen die 1.-Klasse-Abteile im Wagen 4 in 2.-Klasse-Abteile umgewandelt worden.

### 425.4
Die vierte Bauserie (425 250/750–269/769) wurde für den Regionalbahn-/Regionalexpress-Betrieb angeschafft und befuhr meist die RB-Linie 44 (Neu-Edingen/Friedrichsfeld – Mannheim – Ludwigshafen – Worms – Mainz), RB-Linie 60 über die Bahnstrecke Frankfurt am Main–Heidelberg (Bensheim – Weinheim – Neu-Edingen/Friedrichsfeld – Mannheim) sowie RB-Linie 2 über die Riedbahn und die Bahnstrecke Mannheim–Rastatt (Biblis – Mannheim – Hockenheim – Waghäusel – Graben-Neudorf – Karlsruhe). Für einen späteren ausschließlichen Einsatz im S-Bahn-Verkehr war sie für den Einbau des Klapptritts wie bei der zweiten Serie vorbereitet. Ansonsten entspricht sie der zweiten Bauserie. Nach dem Redesign-Programm sind die Fahrzeuge der vierten Bauserie nur noch auf den S-Bahn-Linien der S-Bahn-RheinNeckar unterwegs.

### 425.5

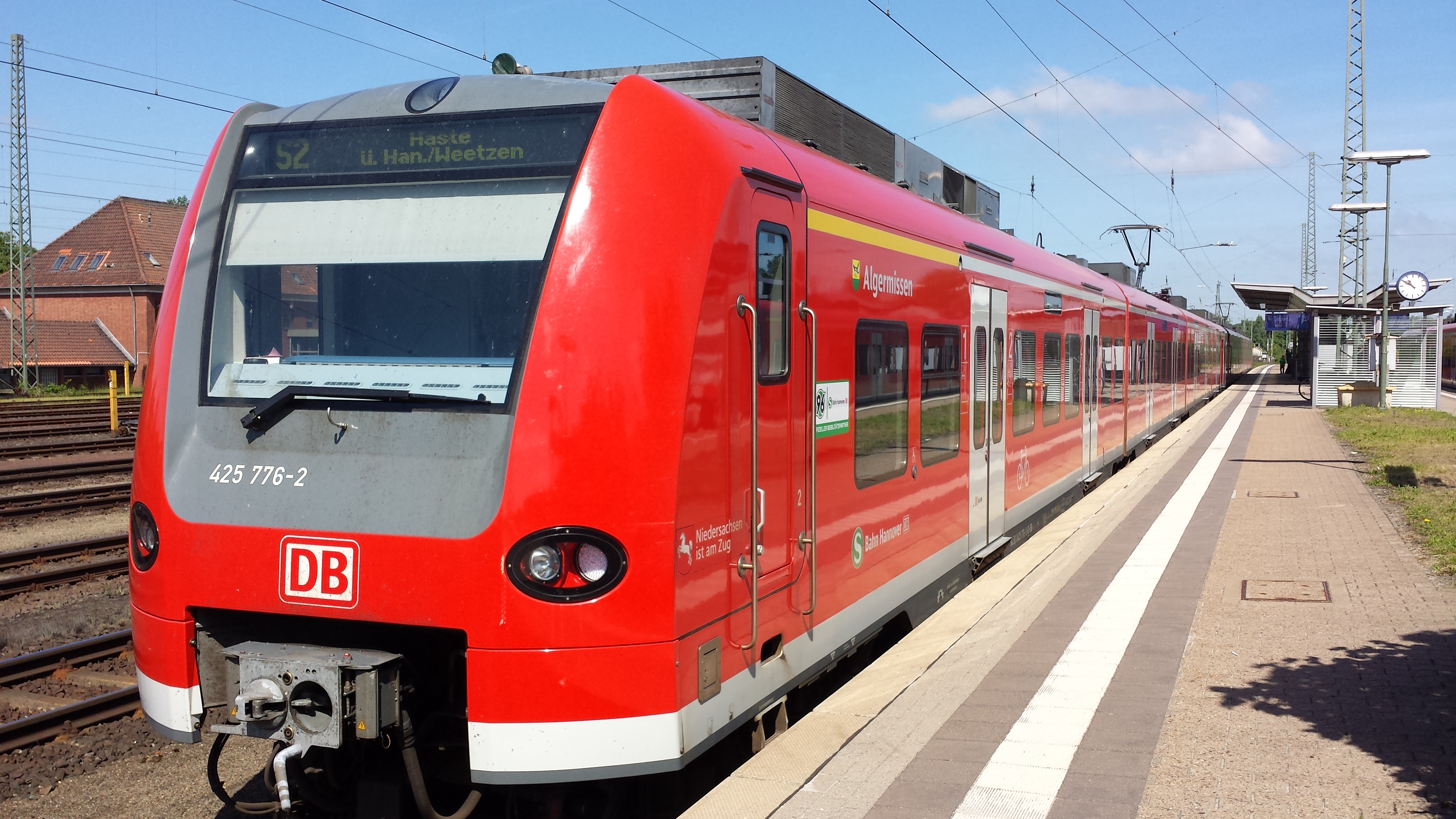
Triebzug 425 776-2 der fünften Bauserie bei der S-Bahn Hannover im Bahnhof Nienburg (Weser) mit ausgefahrener Spaltüberbrückung an den Türen

Für die S-Bahn Hannover wurden von Juni bis November 2008 in einer fünften Bauserie weitere dreizehn Triebzüge ausgeliefert. Diese dreizehn Triebzüge sind weitestgehend baugleich mit den Fahrzeugen der zweiten Bauserie der S-Bahn RheinNeckar. Die Wagen 1 tragen die Betriebsnummern 425 271/771 bis 425 283/783. Sie verfügen gegenüber den bisherigen Triebzügen über zusätzliche Magnetschienenbremsen. Des Weiteren wurden sie an den Führerstandstüren mit außenliegenden Griffstangen ausgerüstet. Als Punktförmige Zugbeeinflussung (PZB) wurde die I 60 R (System PZB 90) verbaut. Die Fahrzeuge wurden bereits mit Lichtgittern an den Türen geliefert, die bei den anderen Fahrzeugen nachgerüstet werden mussten.
Mit dem Fahrplanwechsel im S-Bahn-Netz Hannover am 12. Juni 2022, und gleichzeitigen Betreiberwechsel, wurden diese 13 Triebzüge von der Deutschen Bahn an den neuen Betreiber Transdev Hannover übergeben.
Seit der Übergabe werden die Fahrzeuge umgehend modernisiert und auf die Farbgebung des Nachfolgers angepasst.

### Umbauten

#### 425 redesign RheinNeckar
DB Regio RheinNeckar hat das Redesign der Baureihe 425 am 2. November 2010 vorgestellt. Dieses ist nur testweise bei 425 205 umgesetzt worden. Anfang 2011 wurde das Fahrzeug wieder zurückgebaut und verkehrt nun wieder im Fahrgastverkehr. Das Redesign umfasste unter anderem die Umgestaltung des Innenraums mit LED-Technik und bequemen Sitzen, den Einbau von Bildschirmen zur Fahrgastinformation sowie Videoüberwachungskameras. Es war ursprünglich geplant, weitere Umbauten folgen zu lassen, wenn die S-Bahn RheinNeckar die Ausschreibung 2015 mit der Baureihe 425 gewinnt. Es war jedoch fraglich, ob die Bahn mit diesen Zügen an der Ausschreibung teilnehmen könne, da nach damaligem Planungsstand Neufahrzeuge gefordert gewesen wären. Anfang 2015 wurde bekannt, dass der Umbau nicht umgesetzt werden würde.

#### 425 NRW
Die elf Fahrzeuge 425 019 – 425 029 (ausgenommen 425 023 und 425 028) wurden für die ehemalige RB-Linie 42 (Münster–Essen) umfassend umgebaut. Die Umbauten umfassen den Einbau von Gepäckablagen (dadurch Wegfall einiger Sitze), Teppichboden in der ersten Klasse, neue Anordnung der Sitze, Einbau von TFT-Bildschirmen zur Anzeige des Zuglaufs und von Anschlusszügen, komfortableren Sitzen mit besseren Polstern und zusätzlichen Armlehnen sowie Tischen an einigen Sitzen, Kleiderhaken, Haltegurten für Fahrräder im Mehrzweckabteil, Wickeltisch im WC, Einbau von Antennen zum besseren Mobilfunkempfang.
Nach der Neuausschreibung der Linie wurden die Fahrzeuge teilweise an die DB-Regio-Standorte Ludwigshafen, Gießen und seit Ende 2021 auch Ulm (425 021 und 022) abgegeben. Bei den nun in Ludwigshafen stationierten Fahrzeugen wurden die TFT-Bildschirme wieder entfernt und die zusätzlichen Gepäckablagen abmontiert, um dringend benötigte weitere Sitzplätze zu installieren.

#### 425 Plus

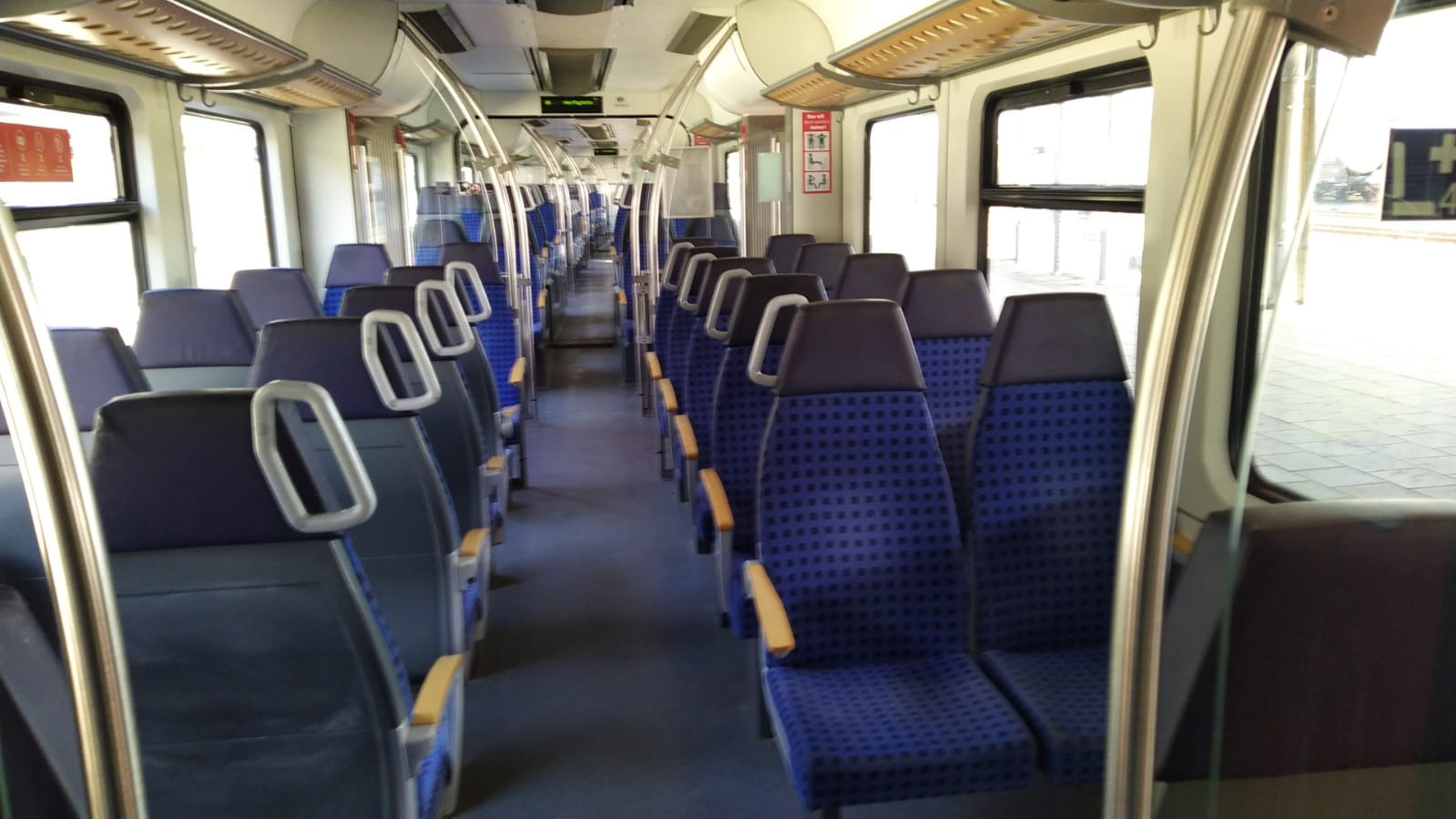
Neue Bestuhlung 425 Plus

Für die Linie RE 11 Rhein-Hellweg-Express (Düsseldorf–Kassel-Wilhelmshöhe, bis Dezember 2018) wurden die zwölf Fahrzeuge 425 055 bis 425 062 und 425 064 bis 425 067 umgebaut. Dafür wurden neue Sitze eingebaut und dabei auch anders angeordnet. Außerdem wurde die Klimaanlage verbessert. Der 1.-Klasse-Bereich befindet sich nun nicht mehr an beiden Fahrzeugenden, sondern nur noch in Wagen 4 (425 5xx). Das 1.-Klasse-Abteil wurde dort auf 24 Sitzplätze erweitert und dafür im Gegenzug der Mehrzweckbereich auf insgesamt sechs Klappsitze verkleinert. Wagen 1 (425 0xx) ist nun als reiner 2.-Klasse-Bereich ausgeführt. Einige dieser Triebwagen verkehren im Jahr 2021 für die S-Bahn Hannover, da dreizehn der dort eingesetzten Fahrzeuge für die Übernahme durch die Transdev Hannover ab Juni 2022 modernisiert wurden.

#### Rhein-Neckar-Umbau

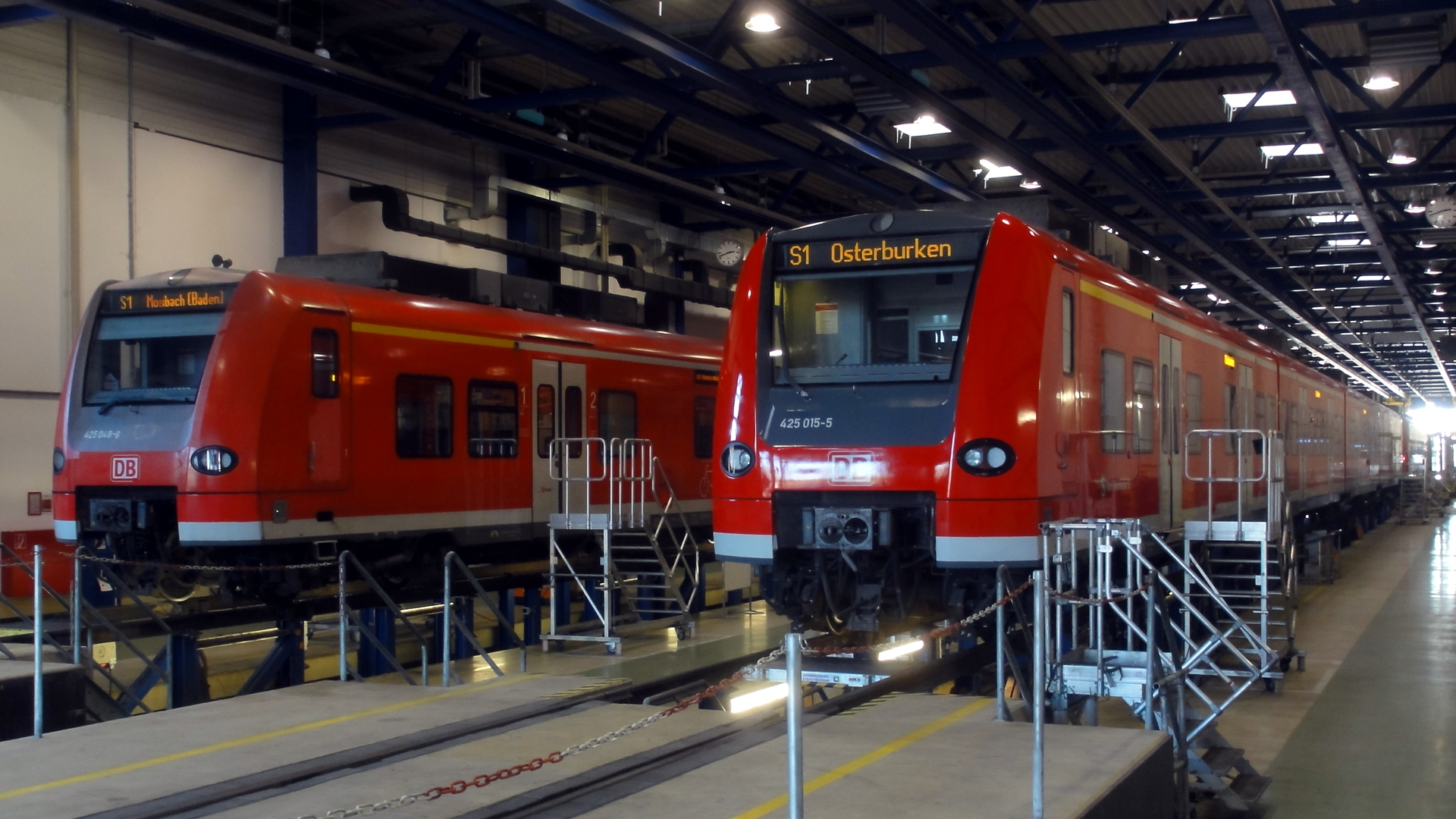

Für die S-Bahn RheinNeckar wurden insgesamt 91 Triebzüge im Werk Hagen der DB Fahrzeuginstandhaltung erneuert und in ihrer Ausstattung weitgehend aneinander angeglichen. Zunächst wurden für das Los 1 77 Triebzüge (davon 11× 425.0, 40× 425.2, 6× 425.3 und 20× 425.4) umgebaut, später kamen 14 weitere für die Linie S6 aus dem Los 2 hinzu. Der Umbau kostete rund 40 Millionen Euro und dauerte etwa vier Wochen pro Triebzug. Eines der beiden ersten redesignten Fahrzeuge (425 015 und 425 240) wurde am 5. November 2015 der Presse vorgestellt, diese gingen am 23. November, noch mit der alten FIS-Software und wegen fehlender Zulassung abgedeckter USB-Steckdosen, in den Fahrgastbetrieb.

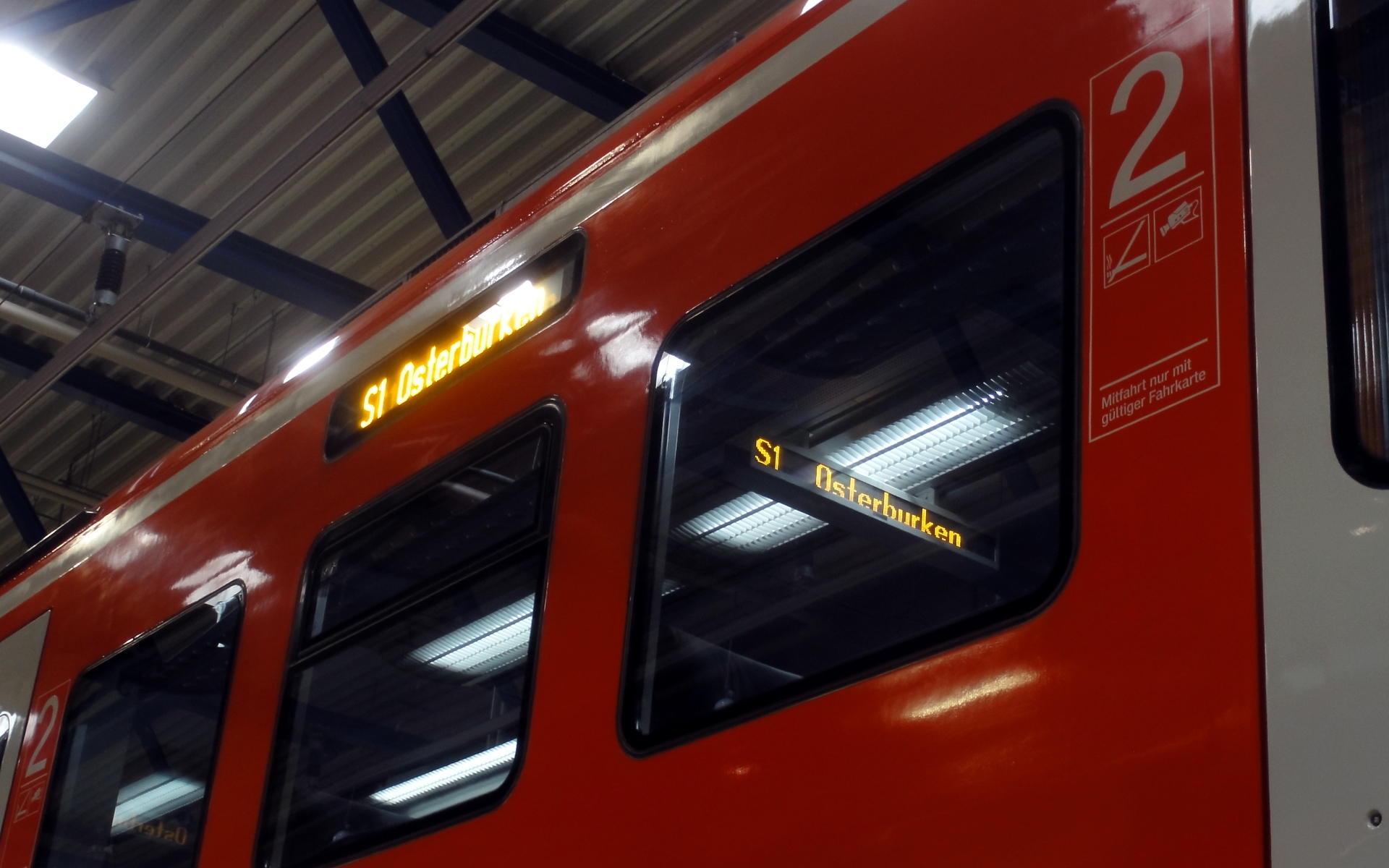
Fenster mit Fahrgast-Informations-System

Hierbei erhielten alle Fahrzeuge Klapptritte, ein neues Fahrgastinformationssystem, bei dem sich die Anzeigen nicht mehr an den Wagenübergängen befinden und seit Anfang 2017 aktuelle Anschlussinformationen automatisch angesagt werden, sowie neue Sitzpolster und Armlehnen an Fenster und Gang.
In der ersten Klasse, von der es bei allen Fahrzeugen nur noch im Wagen 1 einen Bereich mit zwölf Sitzplätzen gibt, sind die Sitze mit Echtleder bezogen und erhielten neue, geformte Kopfstützen. Die Sitze der zweiten Klasse sind im „Nasa-Design“ gestaltet und im Kopfbereich mit Leder bezogen, auch die Klappsitze erhielten eine bessere Polsterung. In den Mehrzweckbereichen wurden vor den Fenstern Stangen angebracht um diese zu schützen.
Es gibt nun in jedem Türbereich außer an den letzten Türen im Wagen 4 sowie in den Toiletten 7,5-Liter-Mülleimer. Die Kästen unter den Sitzen über den Drehgestellen erhielten Schutzleisten, da diese oft von Fahrgästen als Fußablage genutzt werden. In den Sitzgruppen vor der ersten Tür steht je eine Steckdose und eine USB-Ladedose Fahrgästen zur Verfügung. Die bisherige Leuchtstoffröhrenbeleuchtung wurde auf LED-Leuchten umgestellt. Der Fahrgastraum der Fahrzeuge wird durch je 19 Kameras überwacht, deren Bilder 72 Stunden lang im Fahrzeug gespeichert bleiben sollen. Zur Auswertung der Aufzeichnungen durch die Polizei wurde im Betriebswerk Ludwigshafen ein Raum eingerichtet.
Aus den bisherigen S-Bahn-Fahrzeugen wurden die Fahrkartenautomaten entfernt. 16 Triebzüge wurden mit einem neuen automatischen Fahrgastzählsystem ausgestattet sein, dessen Zählungen außerdem durch gespeicherte Videoaufzeichnungen überprüft werden können. Aus den 425.0 wurden die Hublifte ausgebaut und durch Rampen mit einer Tragkraft von 350 kg statt bisher 300 kg ersetzt. Neue Lokführer-Sitze werden später nachgerüstet werden.
Bis Mitte Februar 2016 wurden neun Fahrzeuge erneuert, bis Anfang April waren es dreizehn, Mitte April fünfzehn, Mitte August 36. Anfang März 2017 waren noch 13 Triebzüge nicht umgebaut. Im April 2018 war der Umbau beendet.
Die Aufgabenträger gaben am 6. April 2016 bekannt, dass die Fahrzeuge für 1,85 Millionen Euro zusätzlich mit 539 19-Zoll-Bildschirm mit Seitenverhältnis 4:3 an den Wagenübergängen und in der ersten Klasse an der Führerraumrückwand ausgestattet werden, auf denen wie bereits in den rheinlandpfälzischen Netzen „Dieselnetz Südwest“ und „RE-Netz Südwest“ aktuelle Fahrtinformationen angezeigt werden, seit die FIS-Software mit RIS-Integration in Betrieb gesetzt wurde. Das erste Fahrzeug mit dieser Ausstattung (425 255) ist seit 10. August 2016 in Betrieb, die bereits redesignten Fahrzeuge wurden umgerüstet. Die Anzeige der Echtzeitinformationen wurde in der zehnten Kalenderwoche (im März) 2017 aktiviert.

#### 425 S-Bahn Rhein-Main

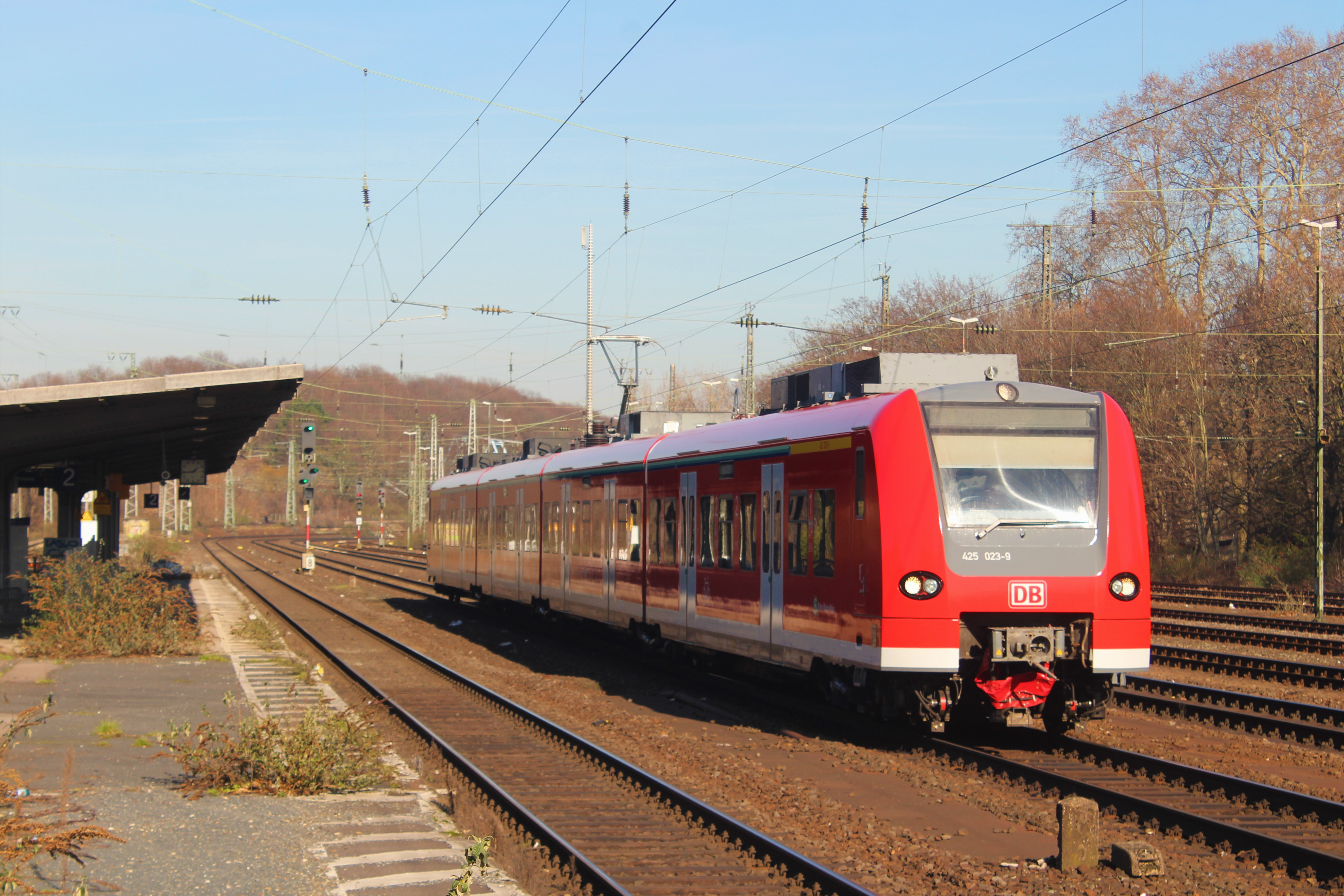
425 023 der S-Bahn Rhein-Main in Köln West Anfang Februar 2019 auf dem Weg Richtung Frankfurt.

Die durch die Übernahme der Linie RB 58 Frankfurt(Main) – Aschaffenburg durch die Hessische Landesbahn 2018 frei gewordenen 14 Triebzüge wurden modernisiert und kommen auf der S7 Frankfurt (Main) Hbf – Riedstadt-Goddelau und auf den S8-Kurzläufern zwischen dem Frankfurter Hauptbahnhof und dem Flughafen Regionalbahnhof zum Einsatz. Diese Fahrzeuge wurden im AW Krefeld-Oppum grundlegend modernisiert, ähnlich den modernisierten 423-Zügen für München. Dabei wurde bei ihnen die Toilette entfernt, anstelle dessen entstand wie in Wagen 1 ein großzügiger Mehrzweckbereich. Die Sitze wurden in Anlehnung an die 423er in Frankfurt neu bezogen. Außerdem erhielten die Züge ein neues FIS, welches jenen der NRW‘schen RB 27 gleicht. Mit den Zügen ist es auf der S7 wie auch am Flughafen erstmals möglich, stufenfrei einzusteigen.

#### 425 Sachsen-Anhalt
Die zwölf eingesetzten 425 wurden zwischen Anfang 2014 und Dezember 2015 im Werk Nürnberg mit einer neuen Inneneinrichtung und einer Neulackierung versehen. Dabei wurde der umfangreichste Umbau aller 425er realisiert:
Die Bestuhlung wurde durch Kiel-Sitze ersetzt und in der Aufteilung geändert. In der zweiten Klasse wurden zum Teil Tische in Vierergruppen angeordnet, zum Teil gibt es Reihenbestuhlung. Die Innenfarbgebung wechselte auf ein helles Beige, der Fußbodenbelag auf ein helles Grau. Als Beleuchtung wird nun ein LED-Lichtband mit Rauchglasabdeckung eingesetzt. Die Fahrgastinformation erhielt neue Zeilenanzeiger, die durch Bildschirme ergänzt werden, dabei werden Echtzeitdaten genutzt. Videoüberwachung und automatische Fahrgastzählung sind im Umbau ebenfalls enthalten. Zur Verbesserung des Mobilfunk-Empfangs ist in den ersten beiden Wagen ein GSM-Repeater verbaut. Außerdem verfügen alle Garnituren über WLAN und an fast jedem Sitz ist eine 230-Volt-Schukosteckdose bis 125 W installiert.

#### 425 Redesign RB 27 NRW
Für die RB 27 (Mönchengladbach Hbf – Koblenz Hbf) wurden 16 Triebzüge, die bis Dezember 2019 auf dem Rhein-Erft-Express (RE 8) zum Einsatz kamen, im Werk Hagen redesignt. Sie erhielten neue Sitzbezüge, die in der 2. Klasse optisch denen der S-Bahn RheinNeckar gleichen. Die Sitze wurden jedoch nicht nachgepolstert, auch in der 1. Klasse, wo man dieselben Sitze auch mit Stoffbezug und nicht mit Leder (außer am Kopfpolster) findet. Außerdem wurde in der ersten Klasse das Sitzmuster geändert.

### Namensliste
Einige Fahrzeuge dieser Baureihe wurden mit Ortsnamen versehen:
| Fahrzeug | Name                                   | Benannt am        | Bemerkung |
| -------- | -------------------------------------- | ----------------- | --------- |
| 426 007  | Kirkel                                 |                   |           |
| 426 008  | Besseringen                            |                   |           |
| 426 028  | Traunstein                             |                   |           |
| 426 030  | Siegsdorf (ehemals Oberammergau)       |                   |           |
| 426 033  | Ruhpolding                             |                   |           |
| 425 046  | Traunstein                             |                   | [ 10 ]    |
| 425 126  | Markt Bruckmühl                        |                   | [ 10 ]    |
| 425 146  | Gemeinde Feldkirchen-Westerham         |                   | [ 10 ]    |
| 425 307  | Gemeinde Fornsbach                     |                   | bis 2022  |
| 425 315  | Stadt Gifhorn (bis 2011 Hude (Oldb))   | 13. Oktober 2011  | [ 37 ]    |
| 425 316  | Stadt Wolfsburg (bis 2010 Delmenhorst) | 11. Dezember 2010 | [ 37 ]    |
| 425 317  | Elsfleth                               |                   | bis 2011  |
| 425 318  | Brake (Unterweser)                     |                   | bis 2011  |
| 425 319  | Berne                                  |                   | bis 2011  |
| 425 320  | Nordenham                              |                   | bis 2011  |

### 426

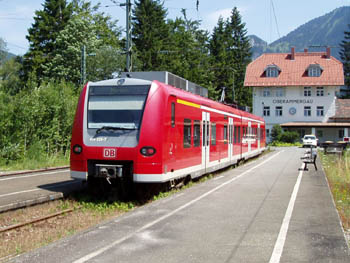
426 in Oberammergau

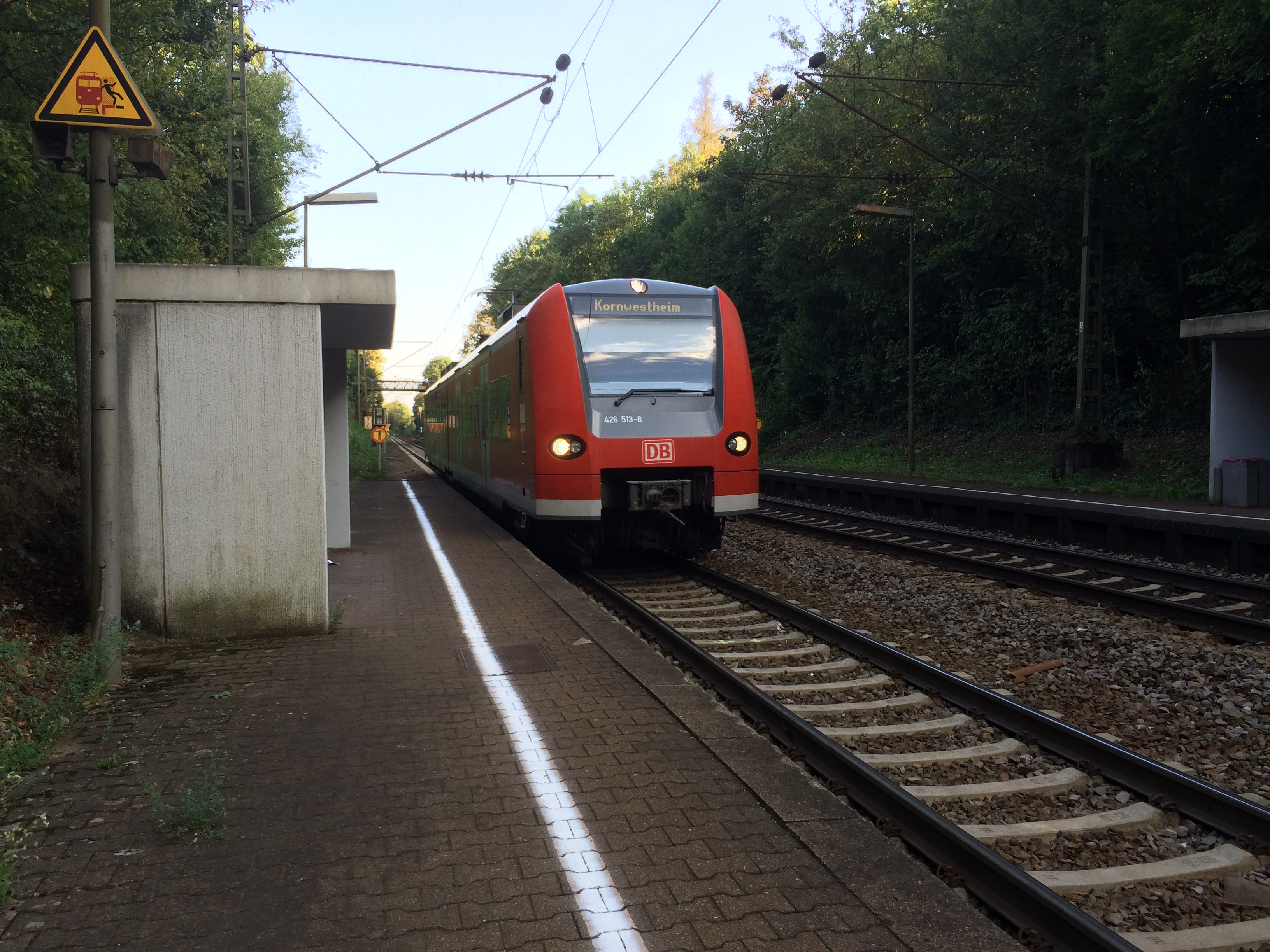
426 am Haltepunkt Stuttgart-Zazenhausen

Für Strecken mit schwächerem Fahrgastaufkommen und zur bedarfsgerechten Verstärkung von 425ern wurde die zweiteilige Baureihe 426 beschafft. Dieser Zug besteht lediglich aus zwei Endwagen und ist nur 35 Meter lang. Sein Aussehen (kurz, rot und rechteckig mit „Henkel“ in der Mitte) trug ihm die Spitznamen Erdbeerkörbchen oder Babyquietschie ein. Bei diesen Fahrzeugen tritt bei Mehrfachtraktion die Problematik der sich aufschaukelnden Fahrleitung zu Tage: Werden drei oder vier Fahrzeuge gekuppelt gefahren, muss ihre Höchstgeschwindigkeit begrenzt werden, weil die Stromabnehmerabstände zu kurz sind. Die Fahrleitung bildet eine geschwindigkeitsabhängige Welle, bei der der mittlere oder letzte Stromabnehmer den Kontakt verlieren kann.
Ein auf der Bahnstrecke Stuttgart-Untertürkheim–Kornwestheim eingesetzter Triebzug der Baureihe 426 wurde 2017 modernisiert.
Seit Dezember 2021 sind acht Fahrzeuge der Baureihe 426 bei der Bodensee-Oberschwaben-Bahn im Einsatz. Die Fahrzeuge werden auf der Strecke Aulendorf – Friedrichshafen Hafen eingesetzt und wurden aus dem Saarland erworben. Sie erhielten eine blaue Folierung.
Von 2021 bis November 2023 war eine Einheit auf der RB 28 zwischen Niederlahnstein und Neuwied unterwegs. Der Zug wurde durch die DB Regio betrieben und stammte den Aufklebern entsprechend von der S-Bahn Rhein-Neckar.

## Einsatzgeschichte und technische Probleme
Die Triebwagen der Baureihen 425 und 426 wurden ab dem Jahr 2000 nur durch die Regio-Tochterfirmen der Deutschen Bahn eingesetzt, seit 2019 aber auch durch andere Unternehmen, wie Abellio oder Transdev geliehen oder übernommen. Die Mittelwagenteile der Baureihe 425 tragen die Baureihenbezeichnung 435. Es gab, wie bei der Baureihe 424, technische Probleme bei der Abnahme. Die unter dem Wagenkasten aufgehängten Transformatoren waren nicht ausreichend abgeschirmt und verursachten Funktionsstörungen an der netzseitigen Signal- und Sicherungstechnik. So war eine Neukonstruktion der Transformatoren nötig, was die Inbetriebnahme verzögerte.
Im Herbst 2003 wurden in Nordrhein-Westfalen bei Triebzügen der Baureihen 423 bis 426 eine Reihe von Bremswegüberschreitungen festgestellt, die zu Bahnsteig- und Signalverfehlungen führten und in Einzelfällen mehrere hundert Meter erreichten. Ein derartiges Verhalten war bis dahin auf keiner anderen Triebzug-Baureihe beobachtet worden. Als Ursachen wurden Verwirbelungen beim Besanden mit höherer Geschwindigkeit, sehr ungünstiges Bremsverhalten bei ungünstigen Schienenverhältnissen sowie Mängel am Gleitschutz festgestellt.
Derartige Bremsprobleme der Baureihen 425 und 426 sind mindestens seit dem Herbst 2002 bekannt. Ab September 2003 wurde die Höchstgeschwindigkeit der Baureihe (unabhängig von LZB-Betrieb) in Absprache mit dem Eisenbahn-Bundesamt in Nordrhein-Westfalen auf 120 km/h beschränkt. Der so notwendige Notfahrplan führte zu etlichen verpassten Zuganschlüssen, besonders in Ostwestfalen-Lippe. Im Herbst 2003 geriet der 425 in die Schlagzeilen, als vereinzelt Fahrzeuge trotz der Geschwindigkeitsbeschränkung in Nordrhein-Westfalen über Halte hinausglitten. Vorübergehend wurde Anfang November 2003 für wenige Tage eine Geschwindigkeitsbegrenzung auf 80 km/h verhängt, die zu erheblichen betrieblichen Beeinträchtigungen führte. Solch umfangreiche Bremsprobleme traten an Einsatzorten außerhalb Nordrhein-Westfalens nicht auf. Dort blieb es bei wenigen Bahnsteig-Vorbeifahrten.
Während die Deutsche Bahn verlautbaren ließ, ein durch regionaltypische Luftverschmutzung verursachter Schmierfilm sei die Ursache, vermuteten Fachleute als Ursache der Bremsprobleme eine konstruktive Schwäche – schließlich sei eine Schmierfilmbildung auf den Schienen, insbesondere im Herbst durch herabfallendes Laub, ein Problem, das so alt wie die Eisenbahn selbst sei. Anders als bei den meisten Triebwagen wurde bei den 425/426 nämlich auf eine von der Radreibung unabhängige Bremse, wie z. B. eine Magnetschienenbremse, verzichtet. Bei Betriebsbremsungen kommt primär die elektrische Bremse zum Einsatz. Die Druckluftscheibenbremse tritt als Ergänzungsbremse in Aktion, wenn bei höheren Geschwindigkeiten die Bremskraft der elektrischen Bremse zum Erreichen eines vom Bremssteuergerät vorgegebenen Sollwertes nicht ausreicht. Dieser Vorgang wird Blending genannt. Darüber hinaus dient sie als alleinige Bremse bei Ausfall der elektrischen Bremse, bei Not- und Schnellbremsungen sowie als Haltebremse.
Zur Vermeidung von Flachstellen und um den Reibwert optimal ausschöpfen zu können, haben die 42x wie alle anderen modernen Fahrzeuge auch eine elektronische Gleitschutzanlage. Die ungebremste(n) Achse(n) des mittleren Drehgestells werden zur Istwertermittlung genutzt. Die Bremsleistung der E-Bremse kann nur je Antriebsanlage (vier Achsen) geregelt werden, die der pneumatischen Bremse achsselektiv. Die damals eingesetzten Versionen der Gleitschutzsoftware waren so ausgelegt, dass es unter ungünstigen Bedingungen zu einer sehr starken Reduktion der elektrischen wie auch pneumatischen Bremskraft kommen konnte, was zu deutlich längeren Bremswegen führte. Grundsätzlich ist das Bremsvermögen dadurch, dass nur acht von zehn Achsen gebremst werden, ohnehin eingeschränkt. Unter anderem kam es wegen dieser Probleme zu regionalen Fahrplanänderungen und Konflikten mit dem Eisenbahn-Bundesamt.
Bis zum Auftreten der beschriebenen Probleme war das Verhalten der Kraftübertragung im Rad/Schiene-Bereich auf rutschigen Schienen offenbar nur unzureichend erforscht. So wurde bei der Ursachenforschung festgestellt, dass es stark differierende Schmierfilmtypen gibt. Je nach Art des Schmierfilms kann das Kraftschlussmaximum im unteren (hoher Laubanteil, wenig Feuchtigkeit), aber auch im oberen Schlupfbereich (wenig/kein Laub, hohe Feuchtigkeit) zu finden sein. Die Ausrichtung der in der Software des Gleitschutzsystems hinterlegten Kennlinie auf hohen Schlupf wurde als Hauptursache für die zuvor nicht erklärbaren Bremswegverlängerungen ermittelt. Die bereits erfolgten Maßnahmen (optimierter Sandauswurf, automatisches Sanden bei Unterbrechung der Schnellbremsschleife, Equipment zur Unterwegsbesandung durch den Triebfahrzeugführer, Mg-Bremse am mittleren Drehgestell bei 40 der in Nordrhein-Westfalen eingesetzten Fahrzeuge) wurden folglich durch eine neue Gleitschutzsoftware ergänzt, die nun auf den herbstlichen Schmierfilm mit hoher Kraftschlussausnutzung bei geringen Schlupfwerten optimiert ist. Seitdem gehören Bremswegverlängerungen in der vorherigen Dimension der Vergangenheit an, die erreichbare Verzögerung auf Schmierfilm ist nun sogar besser als bei der allachsgebremsten Baureihe 420.
Im Herbst 2004 wurde in Nordrhein-Westfalen ein umfangreiches Programm H04 organisiert, um den Problemen der Vorjahre zu begegnen. Dabei wurde der Fahrzeugeinsatz für zehn Wochen in Nordrhein-Westfalen derart umgestellt, dass auf keiner Strecke ausschließlich 425 im Einsatz waren.
Von besonders schwierigen Strecken wurden die Fahrzeuge ganz abgezogen. Dazu wurden Lokomotiven und n-Wagen aus dem ganzen Bundesgebiet in Nordrhein-Westfalen zusammengezogen. Teilweise waren die für beschleunigungsstarke Triebwagen berechneten Fahrzeiten für die lokbespannten Züge kaum zu halten, sodass der Betriebsablauf auf einigen Strecken mangels Reserven bei Fahrzeugen und Infrastruktur sehr störanfällig verlief. Von Bremsproblemen der 425 wurde dagegen nicht berichtet, was allerdings auch auf den ungewöhnlich milden und trockenen Herbst zurückgeführt wird.
Am 3. April 2005 erhielten die 425 ihre Zulassung für 160 km/h (das allerdings nach wie vor nur LZB-geführt) zurück. Dadurch konnte der vorgesehene Fahrplan wieder ohne Änderungen gefahren werden. Der folgende Herbst zeigte, dass sich die beschriebenen Maßnahmen auch in der Praxis bewährten. Es wurde keine außergewöhnliche Beeinträchtigung der Bremsleistung mehr festgestellt.
Mit Wirkung zum 29. September 2007 verfügte das Eisenbahn-Bundesamt eine Herabsetzung der Bremshundertstel (BrH) der Baureihen 423 bis 426 auf 110 BrH (statt wie bisher 142 BrH). Dadurch ergibt sich im signalgeführten Betrieb die PZB-Zugart M mit niedrigeren Überwachungsgeschwindigkeiten und -kurven, wodurch sich die Höchstgeschwindigkeit abermals auf 120 km/h reduziert. LZB-geführt resultiert aus den verringerten Bremshundertsteln eine Höchstgeschwindigkeit von 140 km/h. Nach Anpassungsmaßnahmen an der pneumatischen Bremsausrüstung und abermals veränderter Fahrzeugsoftware (Kerneländerung: unterbrechungsfreier Übergang von Voll- in Schnellbremsung) können die Fahrzeuge seit Ende 2008 nun außerhalb der Herbstmonate wieder uneingeschränkt mit voller fahrzeugspezifischer Höchstgeschwindigkeit eingesetzt werden. Die Bremshundertstel wurden wieder auf 142 BrH bei den 425 und neu 126 BrH beim 426 festgesetzt. Um auch in den Herbstmonaten ohne Restriktion fahren zu können, wurden die 425 nach und nach mit zusätzlichen Bremssandanlagen der Firma NOWE an den Jakobs-Drehgestellen (außer dem mittleren) ausgerüstet. Die umgebauten Fahrzeugen konnten mit 142 Brh und ihrer Höchstgeschwindigkeit eingesetzt werden.
Während es für den S-Bahn-Triebzug der Baureihe 423 die Baureihen 422 und 430 als Nachfolgebaureihen gibt, haben die Baureihen 424 bis 426 keinen direkten Nachfolger. Dies ist eine Folge der weitgehenden Privatisierung im Nahverkehr und der daraus resultierenden Beschaffung der Baureihen Flirt, Desiro Mainline, Coradia Continental und Talent 2.
Zwischen Dezember 2017 und Ende 2022 verkehrten die Züge der Baureihe 426 auf dem Abschnitt Schaffhausen-Singen der Hochrheinbahn betrieben durch die DB Regio AG. Aufgrund der konstanten mangelhaften Betriebsqualität, für die die entfernte und somit ineffiziente Wartung der Züge im Werk in Stuttgart verantwortlich gemacht wurde, wurde die Strecke vorzeitig neu ausgeschrieben und von der SBB GmbH übernommen.
Seit November 2024 werden einzelne Triebzüge von DB Gebrauchtzug zu Verkauf angeboten.

## Einsatzstrecken

### DB Regio NRW (Nordrhein-Westfalen)
Ab Dezember 2008; Werkstatt Köln; Eigentümer: DB Regio NRW GmbH
| Linie   | Linienbezeichnung       | Linienweg                                                                                           | Bemerkung |
| ------- | ----------------------- | --------------------------------------------------------------------------------------------------- | --- |
| RE EM24 | Zusatzlinie zur EM 2024 | Köln – Köln Messe/Deutz – Düsseldorf – Duisburg – Oberhausen – Gelsenkirchen – Dortmund             | Nur auf den durch DB Regio betriebenen Umläufen, Linie verkehrt bis 14. Juli 2024, teilweise auch mit BR 426 in Doppeltraktion |
| RE 8    | Rhein-Erft-Express      | Kaldenkirchen – Viersen – Mönchengladbach – Grevenbroich – Rommerskirchen – Köln – Köln Messe/Deutz | Nur Einzelne Leistungen Mo – Fr, teilweise Doppeltraktion                                                                      |
| RB 27   | Rhein-Erft-Bahn         | Mönchengladbach – Köln – Köln/Bonn Flughafen –Bonn-Beuel – Neuwied – Koblenz                        | Doppeltraktion |

### S-Bahn Stuttgart
Beheimatung: Plochingen; Eigentümer: DB Regio AG S-Bahn Stuttgart
- RB 11: Stuttgart-Untertürkheim – Stuttgart-Münster – Kornwestheim; (426 013 pendelt nur Mo–Fr in der HVZ als RB 11)[47]

### DB Regio Baden-Württemberg (Baden-Württemberg)

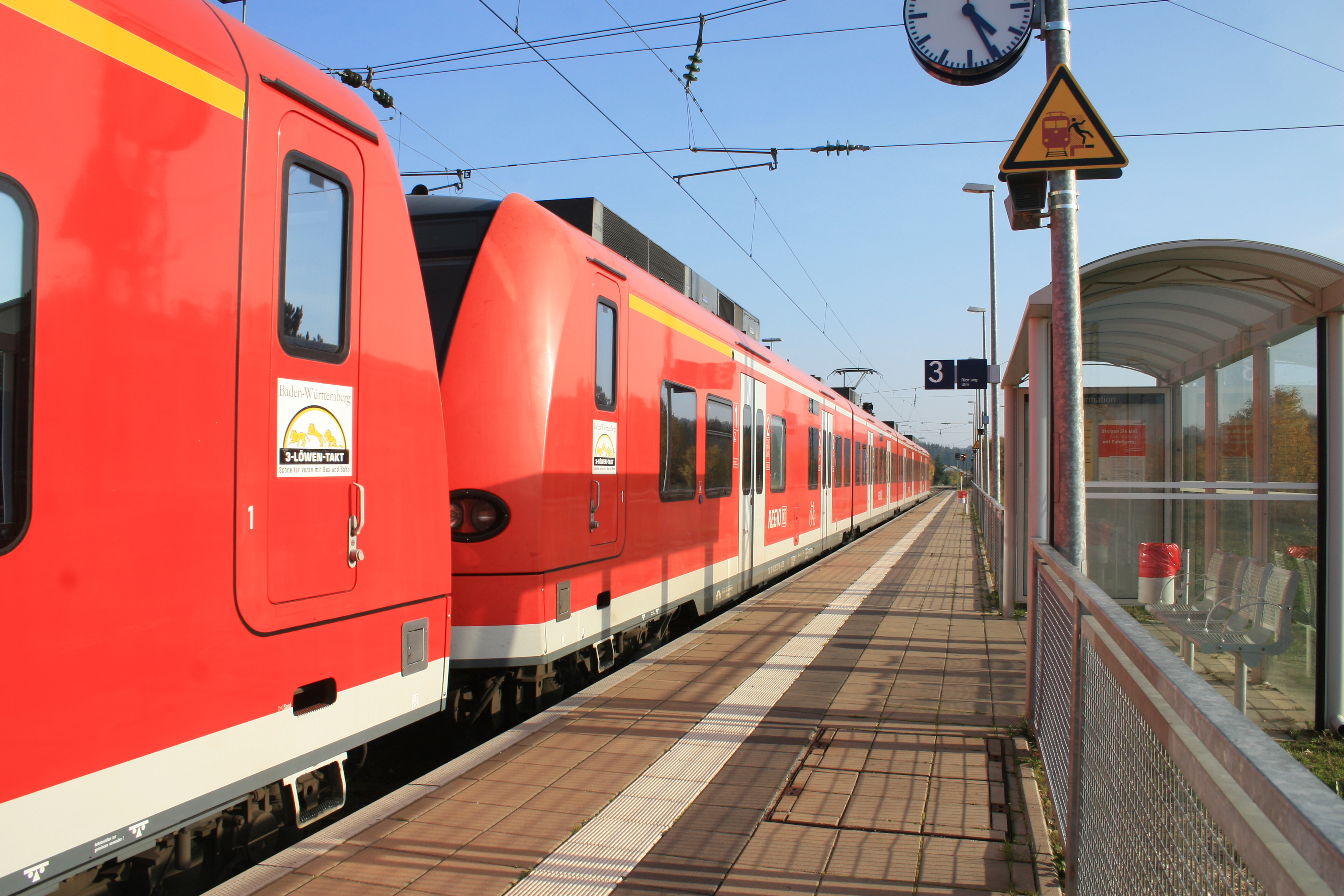
Zug der DB Regio AG Baden-Württemberg in Amstetten auf der Filstalbahn zwischen Stuttgart und Ulm

Beheimatung: Ulm; Eigentümer: DB Regio AG Baden-Württemberg, Regionalverkehr Württemberg, Stuttgart
- RE 3 Ulm – Lindau Reutin
- RS 21 Ulm – Laupheim – Biberach Süd
- RB 93 Friedrichshafen Stadt – Lindau-Insel
- RE 5 Friedrichshafen Stadt – Stuttgart Hbf (vereinzelte Leistungen wegen Mangel der planmäßigen Garnituren)

### DB Regio Mitte (Baden-Württemberg, Bayern, Hessen, Rheinland-Pfalz, Saarland)
(Stand: Dezember 2020)
Beheimatung: Frankfurt (Main), Ludwigshafen (Rhein) und Trier; Eigentümer: DB Regio AG, Region Mitte
- RE 70: Frankfurt(Main)Hbf – Mannheim Hbf (einzelne Leistungen als 446-Ersatz)
- RB 81 Trier – Wittlich — Cochem (Mosel) — Kobern–Gondorf — Koblenz (einzelne Leistungen als 442–Ersatz)
- SÜWEX: Im Berufsverkehr setzt DB Regio Mitte planmäßig modernisierte 425er auf einzelnen Kursen des RE 14 (Mannheim–Frankfurt) ein. Aufgrund fälliger Hauptuntersuchungen bei den Triebwagen der Baureihe 429 setze DB Regio Mitte im Frühjahr 2021 vermehrt unmodernisierte 425er auf den Linien RE 2 (Koblenz–Frankfurt), RE 14 (Mannheim–Frankfurt) und RE 4 (Karlsruhe–Frankfurt) ein, wobei auch vereinzelt modernisierte Triebwagen zum Einsatz kamen.
- Einsatz bei der S-Bahn Rhein-Neckar:
  - S 1 Osterburken – Mosbach – Eberbach – Heidelberg – Mannheim – Ludwigshafen – Schifferstadt – Neustadt – Kaiserslautern – Homburg
  - S 2 Mosbach – Eberbach – Heidelberg – Mannheim – Ludwigshafen – Schifferstadt – Neustadt – Kaiserslautern
  - S 3 Karlsruhe – Bruchsal – Heidelberg – Mannheim – Ludwigshafen – Schifferstadt – Speyer – Germersheim
  - S 33 Bruchsal – Graben-Neudorf – Philippsburg – Germersheim
  - S 39 Mannheim-Waldhof – Mannheim (– Heidelberg – Bruchsal – Karlsruhe)
  - S 4 Bruchsal – Heidelberg – Mannheim – Ludwigshafen – Schifferstadt – Speyer – Germersheim
  - S 44 Ludwigshafen BASF Nord – Ludwigshafen Hbf
  - S 6 Mannheim – Ludwigshafen – Worms – Mainz (einzelne Züge)
  - Fußballsonderzüge zu Spielen des 1. FC Kaiserslautern und der TSG 1899 Hoffenheim von Mannheim und Ludwigshafen aus nach Kaiserslautern und Sinsheim (Elsenz) (bei den Einsätzen nach Kaiserslautern können auch Triebwagen der Baureihe 628 eingesetzt sein).

### S-Bahn Rhein-Main (Hessen)
- -  Frankfurt (Main) Hbf – Riedstadt-Goddelau (Einführung sukzessive Dezember 2018 bis 2020, seit 13. Dezember 2020 vollständig eingeführt)[48]
  -  Kelsterbach – Frankfurt Flughafen – Frankfurt (Main) Hbf (Pendelzug)

### DB Regio Bayern (Bayern)
(Stand Dezember 2024)

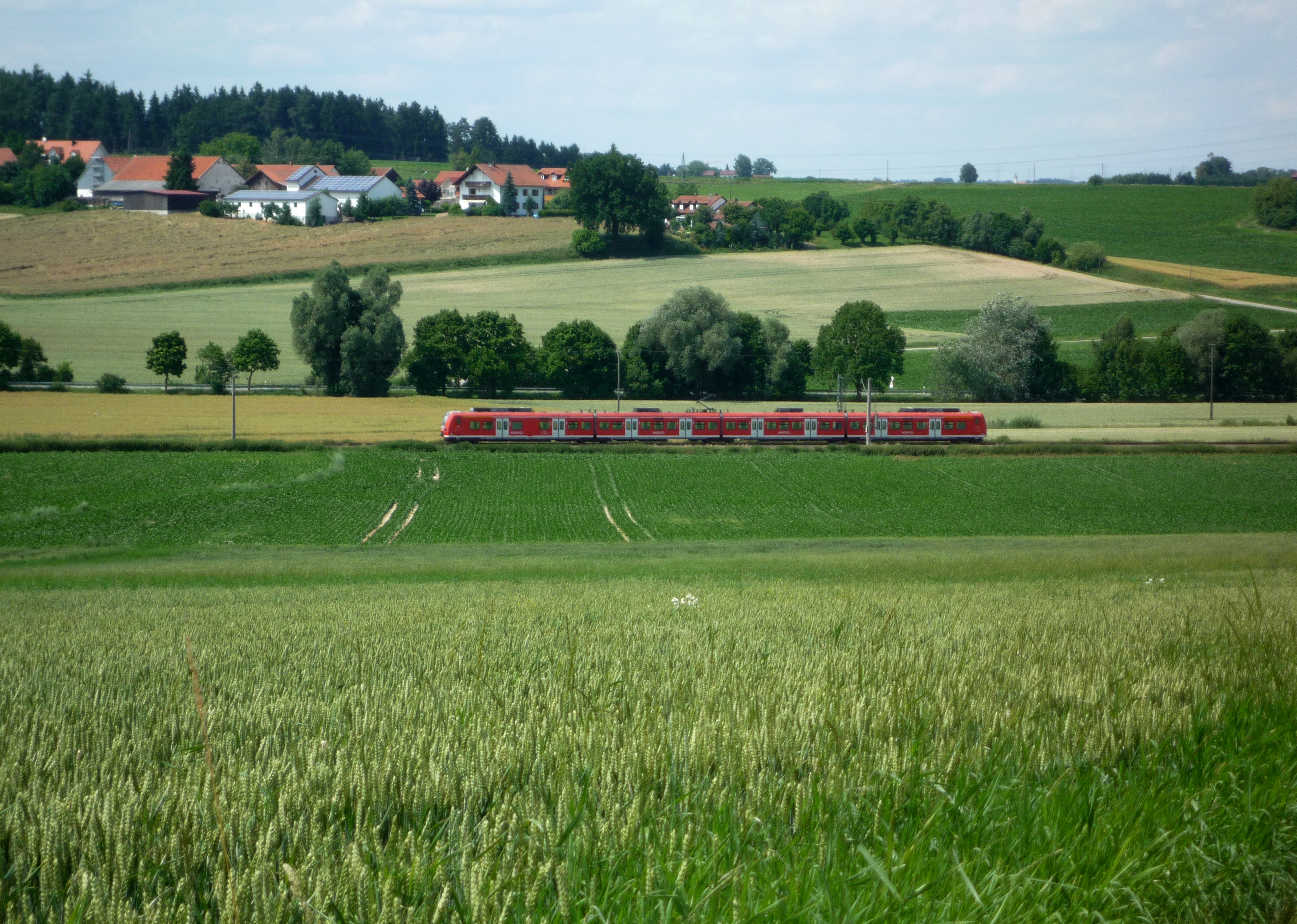
Baureihe 425 bei Marzling

Beheimatung: München-Steinhausen, Würzburg; Eigentümer: DB Regio
- RB 33: (München –) Freising – Landshut (– Plattling) (bis FPLW 24/25)
- RE 22: München Flughafen - Freising - Regensburg (bis FPLW 24/25)
- RE 50: München - Landshut - Regensburg Hbf (bis 8. Dezember 2023)

Da die Neufahrzeuge des Typs Mireo auf dem Flughafen Express am Anfang sehr störanfällig waren, kam zwischenzeitlich auch ein Triebwagen der Baureihe 425 als Ersatz zum Einsatz.

### Ersatzverkehr für die Go-Ahead Bayern
(Stand: Januar 2023)
Zum Fahrplanwechsel am 11. Dezember 2022 gab es nicht genügend Triebfahrzeugführer, die zur Verfügung standen, und der Hersteller der neuen Züge, Siemens Mobility, hatte auch noch nicht alle bestellten Züge ausgeliefert. Darum verkehrten im Auftrag von Go-Ahead Bayern (mittlerweile Arverio) ET 425 von DB Regio mit Personal von DB Regio im Ersatzverkehr zwischen Donauwörth und Aalen.

### S-Bahn München
(Stand: Juli 2020)
Aufgrund akuten Fahrzeugmangels und den fehlenden Triebzügen der Baureihe 420, welche zu jener Zeit mit dem Zugsicherungssystem LZB nachgerüstet wurden, hatte die S-Bahn München im September 2019 alle Leistungen des Taktverstärkers auf der S3 und der S8 komplett ausfallen lassen; die Taktverstärker der S2 und S20 wurden teilweise aus dem Fahrplan gestrichen. Nachdem die Staatsregierung über ernsthafte Vertragsstrafen spekulierte und von der Bahn ein rasches Ersatzkonzept forderte, wurden bis zur Fertigstellung aller Triebwagen der Baureihe 420 Fahrzeuge der Baureihe 425 aus anderen Regionen beschafft.
Folgende Fahrzeuge wurden an die S-Bahn München ausgeliehen:
- 425 023 – S-Bahn Rhein-Main (Oktober 2019 – Dezember 2019)
- 425 028 – S-Bahn Rhein-Main (Oktober 2019 – Dezember 2019)
- 425 031 – S-Bahn Rhein-Main (Oktober 2019 – Dezember 2019)
- 425 032 – S-Bahn Rhein-Main (Oktober 2019 – Dezember 2019)
- 425 030 – DB Regio Mitte (Dezember 2019 – Juli 2020)
- 425 131 – DB Regio Mitte (Dezember 2019 – Juli 2020)
- 425 140 – DB Regio Mitte (Dezember 2019 – Juli 2020)
- 425 143 – DB Regio Mitte (Dezember 2019 – Juli 2020)
- 425 154 – S-Bahn Hannover (Dezember 2019)

### DB Regio Südost (Sachsen-Anhalt)
(Stand: Dezember 2023)
Beheimatungsort: Magdeburg; Eigentümer: DB Regio
- RE 20: Schönebeck-Bad Salzelmen – Magdeburg – Stendal – Salzwedel – Uelzen (einzelne Züge)
- RB 40: Braunschweig – Helmstedt – Magdeburg – Burg (b Magdeburg) (Einzelne Züge, hier auch als Doppeltraktion)
- Einsatz bei der S-Bahn Mittelelbe:
  - S 1 Schönebeck-Bad Salzelmen – Magdeburg – Zielitz – Stendal – Osterburg – Wittenberge

### DB Regio Nord (Bremen / Niedersachsen), Transdev Hannover
Fahrzeuge der dritten Bauserie wurden für den Einsatz auf der Strecke Bremen – Hude – Nordenham geliefert und einige mit Namen von Städten an der Strecke versehen (z. B. Delmenhorst und Elsfleth).
Kurzzeitig liefen diese Fahrzeuge wiederholt als Nothilfe bei der S-Bahn Hannover.
Nach dem Verlust der Ausschreibung im Regio-S-Bahn-Netz Bremen wurden die Fahrzeuge im Dezember 2010 nach Hannover umgesetzt und kamen auf der Strecke Hannover – Lehrte – Wolfsburg zum Einsatz. Auch die Benennung der Züge wurden entsprechend geändert (z. B. Stadt Gifhorn, Stadt Wolfsburg). Im Dezember 2015 endete der Einsatz durch Betreiberwechsel.
Seit Dezember 2008 wird die Baureihe 425 (fünfte Bauserie) zusammen mit der Baureihe 424 im gesamten Netz der S-Bahn Hannover eingesetzt. Die Züge mit Variotrittstufen (425.15) kamen fast nur auf der S 5 zur Weiterfahrt von und nach Paderborn zum Einsatz, bis alle Bahnsteige 76 cm Kantenhöhe hatten. Seit dem 15. Dezember 2013 kamen neun Triebwagen der ersten Bauserie mit festen Stufen zusätzlich auf der S-Bahn Hannover zum Einsatz.
Die Transdev Hannover hat zum Fahrplanwechsel im Dezember 2021 den Betrieb auf den Linien S3, 6 und 7 mit den neuen FLIRT 3 XL übernommen. Seit Juni 2022 hat sie den Betrieb auf den noch verbliebenen Linien der S-Bahn Hannover übernommen. Dazu wurden alle Triebzüge der fünften Bauserie der 425 vom bisherigen Betreiber DB Regio übernommen, die nach ihrer Modernisierung im Mischbetrieb mit den Neufahrzeugen den Typs FLIRT 3XL von Stadler eingesetzt werden sollen.
Alle anderen Fahrzeuge wurden umstationiert.
- S 1 Minden (Westfalen) – Haste – Wunstorf – Hannover-Nordstadt – Hannover Hbf – Hannover-Linden/Fischerhof – Haste
- S 2 Nienburg – Wunstorf – Hannover-Nordstadt – Hannover Hbf – Hannover-Linden/Fischerhof – Haste
- S 4 Bennemühlen – Langenhagen Mitte – Hannover-Nordstadt – Hannover Hbf – Hannover Messe/Laatzen – Sarstedt – Hildesheim Hbf
- S 5 Hannover Flughafen – Langenhagen Mitte – Hannover-Nordstadt – Hannover Hbf – Hannover-Linden/Fischerhof – Hameln – Altenbeken – Paderborn Hbf
- S 21 Hannover Hbf – Weetzen – Barsinghausen
- S 51 Seelze – Springe – Hameln
- S 8 Hannover Flughafen – Hannover – Hannover Messe/Laatzen (nur während großer Messen)

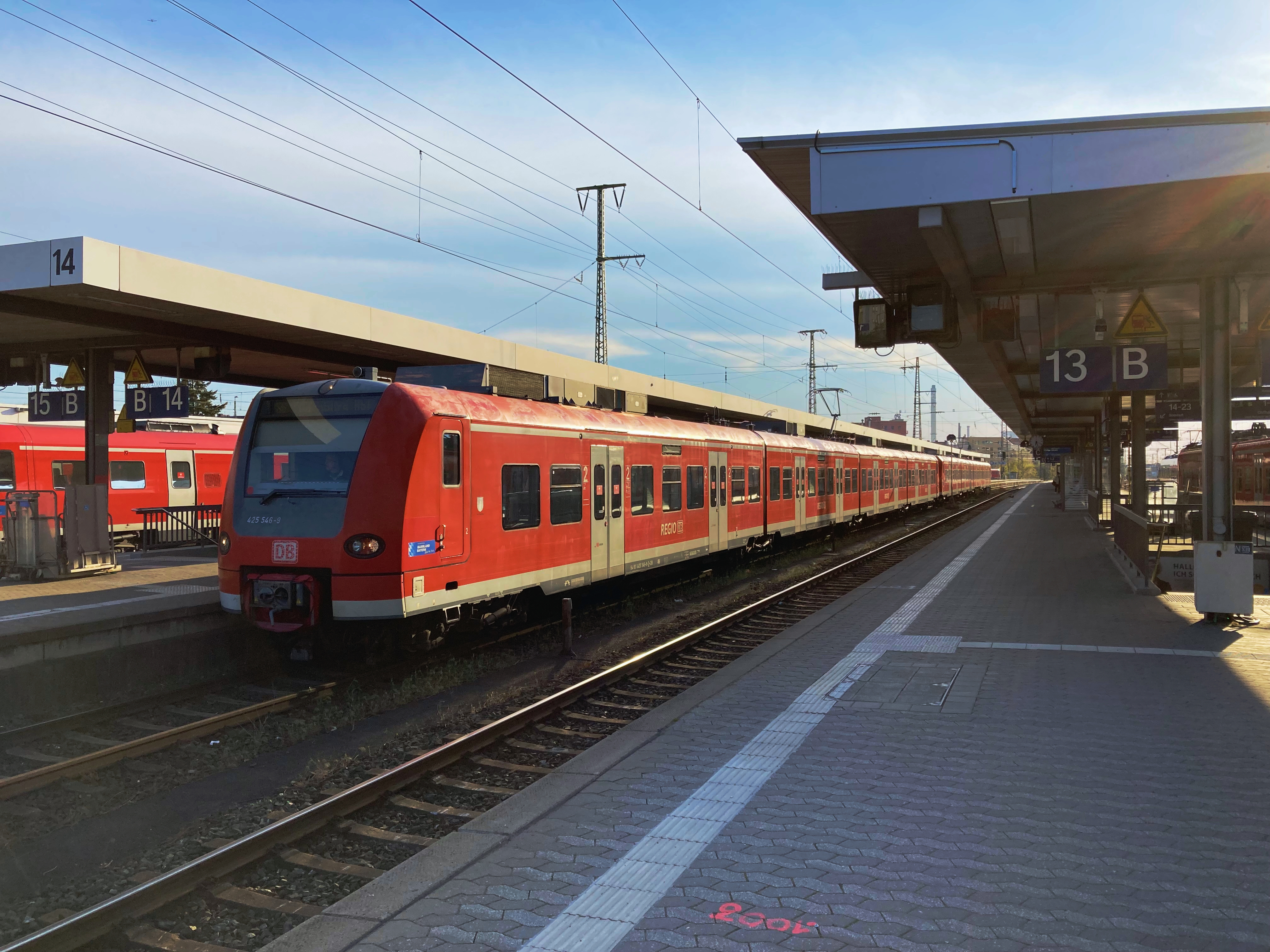
Triebwagen der Baureihe 425 als S 6 in Nürnberg Hbf

### S-Bahn Nürnberg
- Nürnberg Hbf – Fürth (Bay) Hbf – Unterfürberg – Burgfarrnbach – Siegelsdorf – Puschendorf – Hagenbüchach – Emskirchen – Neustadt (Aisch) Mitte – Neustadt (Aisch) Bf

### Regionalbahn Schleswig-Holstein (Schleswig-Holstein)
Ab Dezember 2011 sollte die Baureihe 425 laut Verkehrsvertrag auf der Bahnstrecke Hamburg-Altona–Kiel zwischen Kiel und Neumünster eingesetzt werden. Wegen der fehlenden Zulassung des Bombardier Talent 2 konnten die Züge der Baureihe 425 in anderen Bundesländern jedoch noch nicht ersetzt werden, so dass es nicht zu diesem Einsatz kam.

### Berlin
Zur offiziellen Eröffnung des neuen Eisenbahn-Nord-Süd-Tunnels in Berlin am 27. Mai 2006 setzte die Deutsche Bahn Züge der Baureihen 423 und 425 auf der Strecke von Berlin Südkreuz über die Bahnhöfe Berlin Potsdamer Platz und Berlin Hauptbahnhof bis zum Bahnhof Berlin Gesundbrunnen im 20-Minuten-Takt kostenlos zum Kennenlernen der neuen Strecke ein. Die Züge kamen aus Hannover, Nordrhein-Westfalen, Sachsen-Anhalt und Bayern. Es wurden je zwei Züge zu Garnituren mit jeweils acht Wagen eingesetzt. Die Züge verkehrten bis zum Ende der Fußball-Weltmeisterschaft 2006 und wurden anschließend zu ihren Heimatbetrieben zurückgebracht.

### Abellio Rail Baden-Württemberg

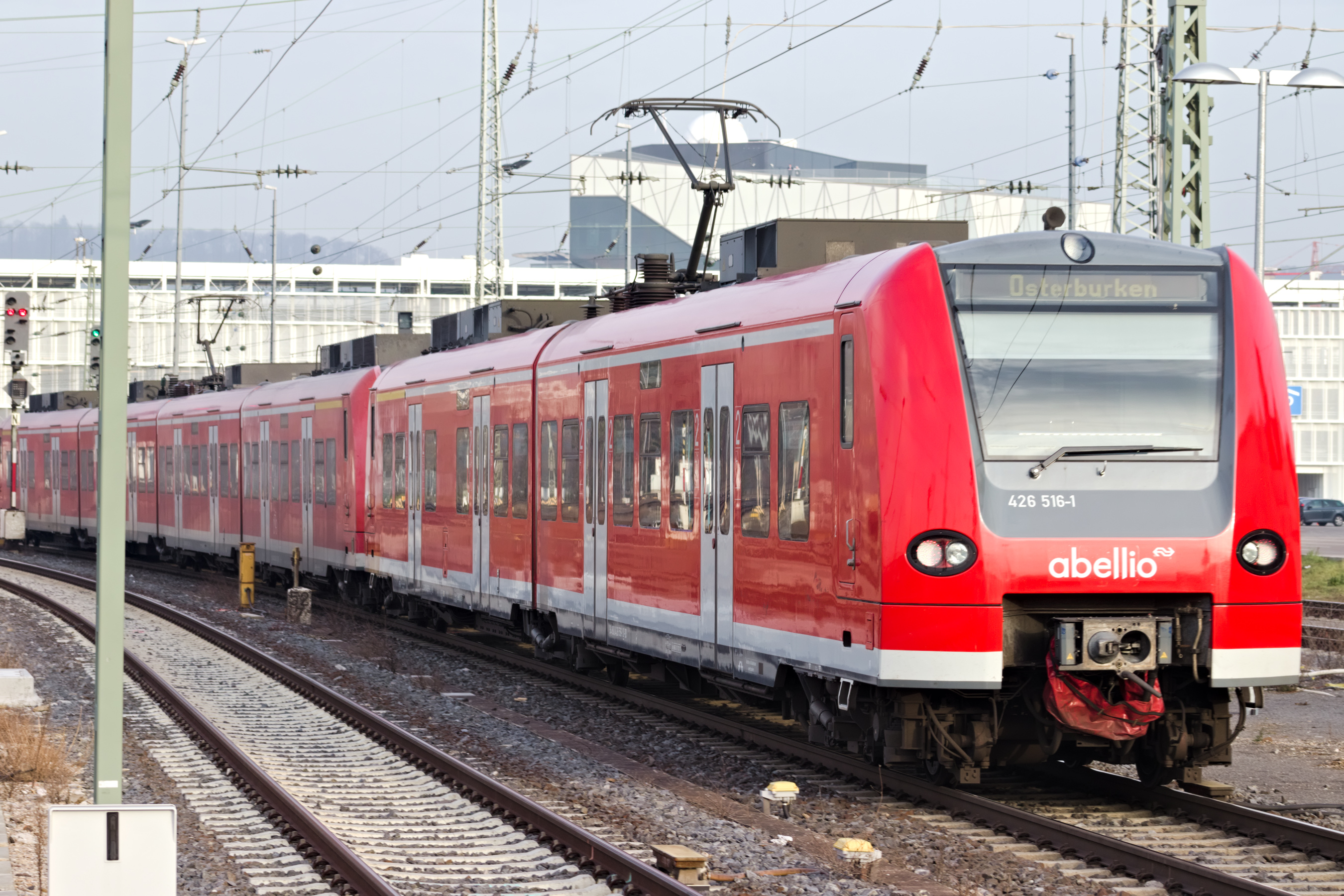
Baureihe 426 und 425, angemietet von Abellio, verlässt den Hauptbahnhof Heilbronn

Vom 9. Juni 2019 wurden im Netz von Abellio Rail Baden-Württemberg als Ersatz für nicht ausgelieferte Neufahrzeuge des Typs Bombardier Talent 2 Triebwagen der Baureihen 425 und 426 eingesetzt. Abellio hat die Fahrzeuge bei DB Regio angemietet. Nach einer zwischenzeitlichen Ablösung und folgender Rückkehr waren sie das dritte und letzte Mal nochmals von Ende März bis 22. Mai 2021 für Abellio unterwegs.

### Vlexx

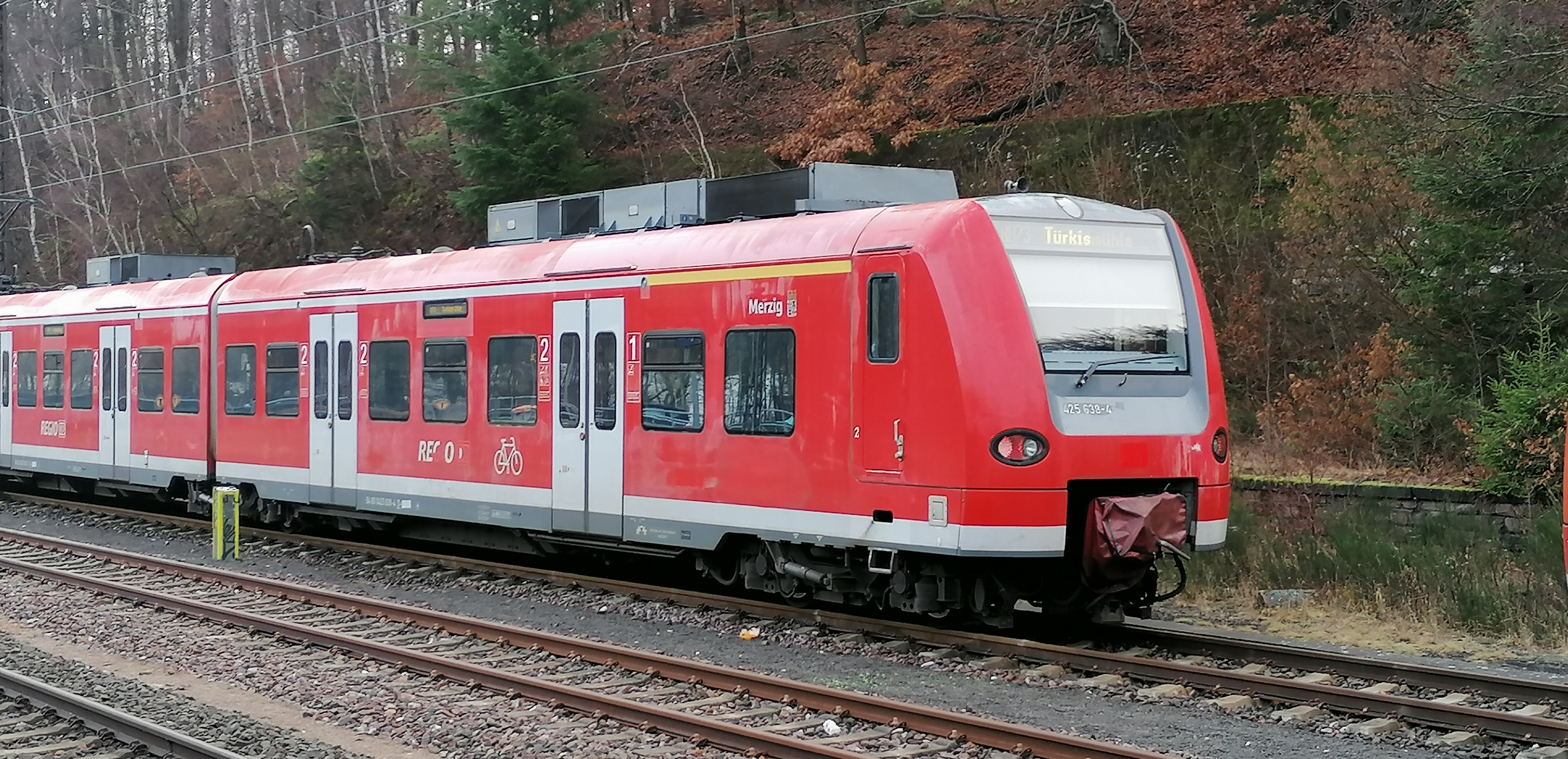
Baureihe 425, mit entfernten DB-Logos, betrieben von Vlexx im Bahnhof Türkismühle

Bombardier hat bereits im Juni 2019 angekündigt, dass nur 6 der 21 bestellten TALENT-3-Triebwagen für das E-Netz-Saar-RB bis zur Betriebsaufnahme im Dezember 2019 geliefert werden können. Das von Vlexx erarbeitete Ersatzkonzept sieht vor, dass Triebwagen der Baureihe 425 vom Land angemietet werden sollen, welche auch bis zum Betreiberwechsel auf den betroffenen Linien verkehrten und mit dem Betreiberwechsel von DB Regio zurück ans Saarland fallen. Der Einsatz der Baureihe 425 unter der Regie von Vlexx wurde nach Planungen vom Dezember 2019 bis Juni 2020 anvisiert, bis die fehlenden Neufahrzeuge ausgeliefert sein sollten. Der Einsatz dauerte aber darüber hinaus noch weiter an. Seit Ende April 2021 sind die Ersatzverkehre im Saarland für Vlexx beendet.

### Württembergische Eisenbahn-Gesellschaft (Schönbuchbahn)

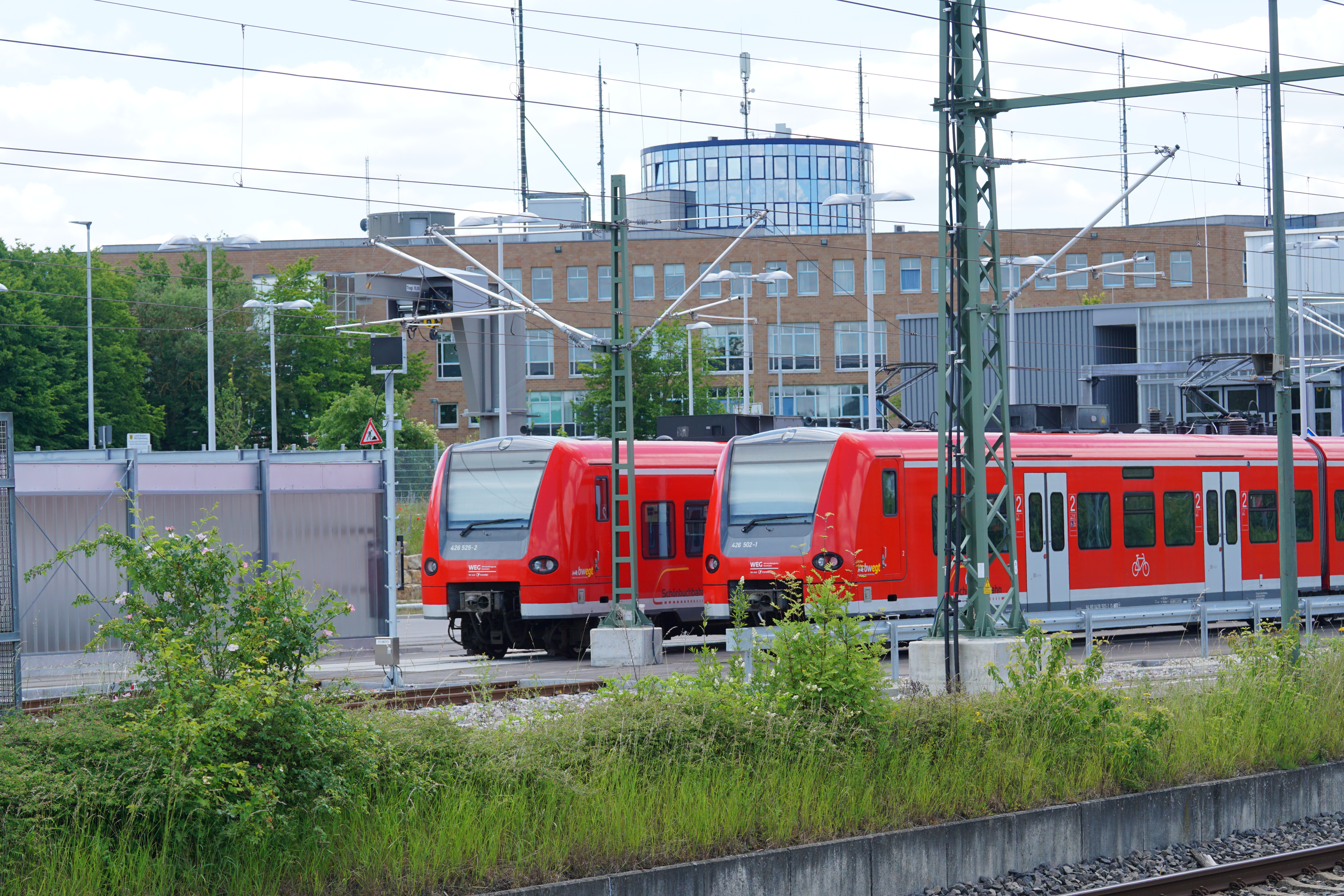
426-502 und 426-525 im Betrieb der Schönbuchbahn vor dem Betriebswerk in Böblingen.

Seit dem 14. Dezember 2019 werden auf der Schönbuchbahn durch die Württembergische Eisenbahn-Gesellschaft (WEG) fünf von der DB Regio angemietete Fahrzeuge der Baureihe 426 eingesetzt (Seriennummern 002, 003, 008, 024, 025). Sie verkehren in einem Mischbetrieb mit den vorhandenen Regio-Shuttles, bis die für die Schönbuchbahn entwickelten Triebwagen der Baureihe 455 einsatzbereit sind. Die Fahrzeuge behalten ihre DB-Lackierung, tragen aber für die Zeit des Einsatzes ein Logo der Schönbuchbahn. Stand Mitte Dezember 2024 sind nach einer Mitteilung des Landratsamtes Böblingen nur noch drei der fünf Züge einsatzfähig, von diesen hat Ende Dezember 2024 wiederum einer Fristablauf.
Am 6. Januar 2025 fuhr das letzte Mal ein Zug der Baureihe 426 auf der Schönbuchbahn. Die Fahrzeuge wurden zum Fristablauf an die DB zurückgegeben, woraufhin die DB die Fahrzeuge abstellte. Eine erneute Revision soll nicht mehr erfolgen.
- RB 46 Böblingen – Holzgerlingen – Dettenhausen

### Bodensee-Oberschwaben-Bahn

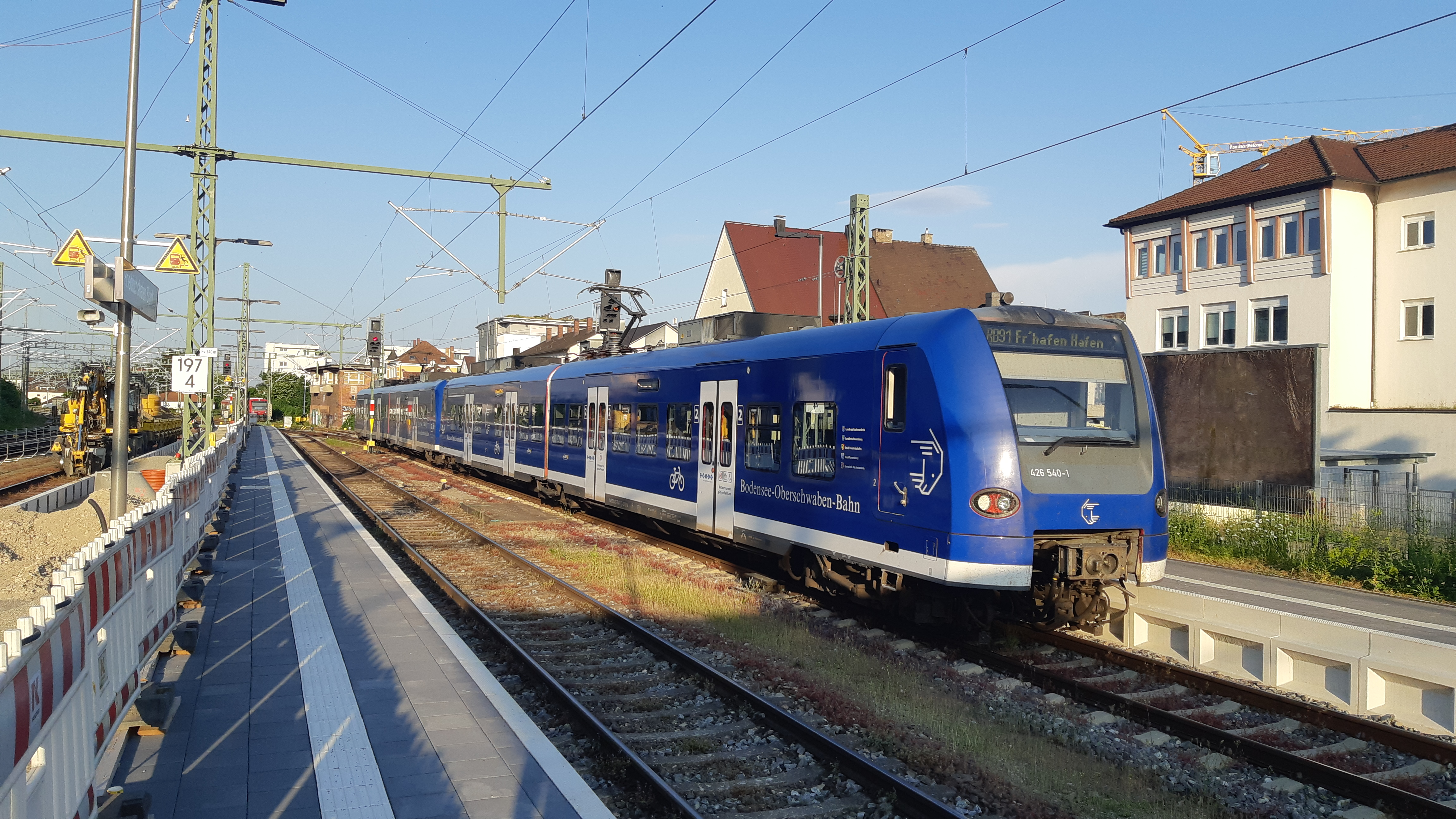
Baureihe 426 Doppeltraktion der BOB in Friedrichshafen Stadt, Mai 2023

Seit Dezember 2021 verkehren acht Fahrzeuge der Baureihe 426 bei der Bodensee-Oberschwaben-Bahn (BOB). Diese stammen aus dem Saarland. Sie erhielten neue Fahrmotoren sowie eine Folierung in Dunkelblau. Die Wartung übernahm DB Regio in Ulm.
- RB 91 Aulendorf – Ravensburg – Friedrichshafen Stadt – Friedrichshafen Hafen

### Eurobahn/Centralbahn
Vom Ende Februar bis Juni 2023 setzte die Eurobahn drei von der Deutschen Bahn angemietete Triebwagen der Baureihe 425 im Teutoburger Wald-Netz ein. Vornehmlich kamen die Fahrzeuge dabei auf dem Porta-Express (RE 78) zwischen Bielefeld und Nienburg (Weser) zum Einsatz.
Aufgrund von anhaltendem Personal und Fahrzeugmangel bei der Eurobahn wurde die Centralbahn beauftragt zwischen September 2024 und Januar 2025 Leistungen auf der Linie RE 78 zu übernehmen. Hierzu mietet die Centralbahn Fahrzeuge der Baureihe 425 bei der Deutschen Bahn an.
- RE 78 Bielefeld Hbf – Herford – Bad Oeynhausen – Minden (Westf) – Nienburg (Weser)

### Vias Rail
Seit der Übernahme des Ruhr-Sieg-Netz im Dezember 2023 setzt Vias auf Glückauf-Bahn (RB 46) mangels FLIRT-Triebzügen teilweise von der DB angemietete Züge der Baureihe 426 ein.
- RB 46 Bochum Hbf – Wanne-Eickel Hbf – Gelsenkirchen Hbf